# Liste von Schulen in Rheinland-Pfalz
Auflistung der Schulen in Rheinland-Pfalz, ausgenommen Grundschulen. Das betrifft insbesondere folgende Schularten:
- 132 Förderschulen (FOES)
- 18 org. verbundene Grund- und Realschulen plus (GRS+)
- 2 org. verbundene Grund- und Hauptschulen (GHS)
- 120 Berufsbildende Schulen (BBS)
- 136 Realschulen plus (RS+)
- 56 Integrierte Gesamtschulen (IGS)
- 32 Realschulen plus mit Fachoberschulen (RS+FOS)
- 31 Studienseminare (STUDSEM)
- 154 Gymnasien (GY)
- 1 Hauptschule (HS)
- 3 org. verbundene Kollegs und Abendgymnasien (KOLL/AGY)
- 10 Freie Waldorfschulen (FWS)
- 8 Realschulen (RS)
- 1 Kolleg (KOLL)

## Liste
| Schulnummer | Schulart | Name | Kreis / Stadt                 | Schülerzahl (Stand 2024/25) | Website                                 |
| ----------- | -------- | --- | ----------------------------- | --------------------------- | --------------------------------------- |
| 20856       | GHS      | Private Grund- und Hauptschule des Nardinihauses Pirmasens | Pirmasens                     | 54                          | nardinihaus.de                          |
| 25049       | HS       | Cusanus-Hauptschule Aach | Landkreis Trier-Saarburg      | 41                          |                                         |
| 25185       | GHS      | Private Grund- und Hauptschule Propstey St. Josef | Landkreis Trier-Saarburg      | 49                          |                                         |
| 30019       | FOES     | Augustin-Violet-Schule Schule für Gehörlose und Schwerhörige (Förderschule) | Frankenthal (Pfalz)           | 279                         | pfalzinstitut-frankenthal.de            |
| 30049       | FOES     | Johann-Heinrich-Pestalozzi-Schule FSP ganzheitl. Entwicklung (Förderschule) | Speyer                        | 111                         | pestalozzischule-speyer.de              |
| 30052       | FOES     | Georgens-Schule FSP ganzheitl. Entwicklung (Förderschule) | Ludwigshafen am Rhein         | 330                         | georgens-schule.de                      |
| 30065       | FOES     | St. Laurentius-Schule FSP ganzheitl. Entwicklung (Förderschule) | Landkreis Südliche Weinstraße | 145                         |                                         |
| 30082       | FOES     | Bodelschwingh Schule – Stiftung Kreuznacher Diakonie – FSPe ganzheitl. und motor. Entwicklung (Förderschule) | Landkreis Bad Kreuznach       | 66                          | kreuznacherdiakonie.de                  |
| 30095       | FOES     | Jakob-Reeb-Schule FSP sozial-emotionale Entwicklung (Förderschule) | Landkreis Südliche Weinstraße | 288                         | jugendwerk-landau.de                    |
| 30109       | FOES     | Bethesda Schule Kreuznacher Diakon. FSP motorische Entwicklung (Förderschule) | Landkreis Bad Kreuznach       | 121                         |                                         |
| 30139       | FOES     | Privatschule St. Josef SFL (Förderschule) | Trier                         | 85                          | sankt-josef-trier.de                    |
| 30142       | FOES     | Katharina-Kasper-Schule SFG/M(G) in privater Trägerschaft (Förderschule) | Westerwaldkreis               | 120                         | katharina-kasper-schule.de              |
| 30155       | FOES     | Schiller-Schule FSP Lernen und ganzheitliche Entwicklung (Förderschule) | Westerwaldkreis               | 79                          | schiller-schule-hg.de                   |
| 30172       | FOES     | Friedrich-Schweitzer-Schule FSP Lernen (Förderschule) | Westerwaldkreis               | 136                         |                                         |
| 30185       | FOES     | Landesschule für Blinde und Sehbehinderte (Förderschule) | Landkreis Neuwied             | 126                         | blindenschule-neuwied.de                |
| 30199       | FOES     | Landesschule für Gehörlose und Schwerhörige (Förderschule) | Landkreis Neuwied             | 156                         | lgs-neuwied.de                          |
| 30202       | FOES     | Wilhelm-Hubert-Cüppers-Schule Landesschule für Gehörlose und Schwerhörige (Förderschule) | Trier                         | 105                         | whc-schule.rlp.de                       |
| 30229       | FOES     | Paul-Schneider-Schule FSP sozial-emotionale Entwicklung (Förderschule) | Landkreis Neuwied             | 98                          |                                         |
| 30245       | FOES     | Peter-Jordan-Schule FSP ganzheitl. Entwicklung (Förderschule) | Mainz                         | 149                         | peter-jordan-schule-mainz.de            |
| 30289       | FOES     | Heimschule St. Rafael FSP sozial emotionale Entwicklung (Förderschule) | Landkreis Bad Dürkheim        | 59                          | st-rafael-cbs-speyer.de                 |
| 30305       | FOES     | Maria-Grünewald-Schule SFG/M (Förderschule) | Landkreis Bernkastel-Wittlich | 70                          | st-raphael-cab.de                       |
| 30322       | FOES     | Herz-Jesu-Haus Kühr FSPe ganzheitl. und motorische Entwicklung (Förderschule) | Landkreis Mayen-Koblenz       | 29                          |                                         |
| 30335       | FOES     | Siegmund-Crämer-Schule FSP ganzheitl. Entwicklung (Förderschule) | Landkreis Bad Dürkheim        | 111                         | scs.bildung-rp.de                       |
| 30352       | FOES     | Mauritius-Schule FSPe ganzheitl. und motorische Entwicklung (Förderschule) | Zweibrücken                   | 50                          | mauritiusschule-zw.de                   |
| 30379       | FOES     | Christiane-Herzog-Schule FSP motorische Entwicklung (Förderschule) | Landkreis Neuwied             | 401                         | hh-christiane-herzog-schule.de          |
| 30382       | FOES     | Astrid-Lindgren-Schule SFG/M (Förderschule) | Landkreis Cochem-Zell         | 51                          | sfgm-dohr.de                            |
| 30395       | FOES     | Peter-Caesar-Schule SFG/M (Förderschule) | Landkreis Birkenfeld          | 114                         | Peter-Caesar-Schule.de                  |
| 30409       | FOES     | Schule am Bienhorntal Schule mit dem Förderschwerpunkt ganzheitliche Entwicklung | Koblenz                       | 189                         | schule-am-bienhorntal.de                |
| 30439       | FOES     | Genoveva-Schule FSP ganzheitl. Entwicklung und motorische Entwicklung (Förderschule) | Landkreis Mayen-Koblenz       | 117                         | genoveva-schule.de                      |
| 30442       | FOES     | Carl-Orff-Schule FSP ganzheitl. Entwicklung (Förderschule) | Landkreis Neuwied             | 171                         | cos-neuwied.de                          |
| 30455       | FOES     | Theodor-Heuss-Schule FSPe ganzheitl. und motorische Entwicklung (Förderschule) | Rhein-Hunsrück-Kreis          | 120                         |                                         |
| 30469       | FOES     | St. Martin-Schule SFG (Förderschule) | Eifelkreis Bitburg-Prüm       | 97                          | martin-schule.de                        |
| 30472       | FOES     | Levana-Schule SFG (Förderschule) | Landkreis Trier-Saarburg      | 110                         | levana-schule-schweich.de               |
| 30485       | FOES     | Schule am Beilstein FSPe ganzheitl. Entwicklung und Sprache (Förderschule) | Kaiserslautern                | 178                         | schule-am-beilstein.de                  |
| 30498       | FOES     | Pirminiusschule FSP ganzheitl. Entwicklung (Förderschule) | Pirmasens                     | 146                         |                                         |
| 30515       | FOES     | Hans-Zulliger-Schule FSP ganzheitl. Entwicklung (Förderschule) | Landkreis Bad Dürkheim        | 70                          |                                         |
| 30532       | FOES     | Paul-Moor-Förderschule FSP ganzheitliche Entwicklung | Landkreis Kusel               | 56                          | paulmoor-kusel.de                       |
| 30559       | FOES     | Elisabethen-Schule FSP ganzheitl. Entwicklung (Förderschule) | Landkreis Mainz-Bingen        | 157                         | elisabethenschulesprendlingen.de        |
| 30562       | FOES     | Caritas-Förderzentrum St. Laurentius und Paulus Schule mit dem Förderschwerpunkt motorische Entwicklung | Landkreis Südliche Weinstraße | 144                         |                                         |
| 30575       | FOES     | Schule mit den FSPen motorische und ganzheitliche Entwicklung (Förderschule) | Landkreis Kaiserslautern      | 212                         | gemeinschaftswerk.de                    |
| 30593       | FOES     | Hans-Zulliger-Schule FSP Lernen (Förderschule) | Koblenz                       | 140                         | zulliger-schule-koblenz.bildung-rp.de   |
| 30605       | FOES     | Janusz-Korczak-Schule FSP Lernen (Förderschule) | Landkreis Ahrweiler           | 152                         | jks-sinzig.de                           |
| 30622       | FOES     | Burgweg-Schule FSP Lernen (Förderschule) | Landkreis Ahrweiler           | 86                          | burgweg-schule.de                       |
| 30649       | FOES     | Schule am Ellerbach FSP Lernen (Förderschule) | Landkreis Bad Kreuznach       | 175                         |                                         |
| 30652       | FOES     | Wilhelm-Dröscher-Schule FSP Lernen (Förderschule) | Landkreis Bad Kreuznach       | 70                          | wdskirn.de                              |
| 30665       | FOES     | Burgschule FSP Lernen (Förderschule) | Landkreis Bad Kreuznach       | 80                          | burgschule.info                         |
| 30683       | FOES     | Schule mit dem Förderschwerpunkt Lernen (Förderschule) | Landkreis Birkenfeld          | 70                          | sfl-birkenfeld.de                       |
| 30709       | FOES     | Pommerbachschule SFL (Förderschule) | Landkreis Cochem-Zell         | 99                          | pommerbachschule.de                     |
| 30725       | FOES     | Elisabethschule FSP Lernen (Förderschule) | Landkreis Mayen-Koblenz       | 120                         | esa.my-myk.de                           |
| 30742       | FOES     | Elisabeth-Schule FSP Lernen (Förderschule) | Landkreis Mayen-Koblenz       | 109                         | elisabeth-schule-mayen.de               |
| 30755       | FOES     | Stephanus-Schule FSP Lernen (Förderschule) | Landkreis Mayen-Koblenz       | 93                          | stephanus-schule-polch.de               |
| 30768       | FOES     | Theodor-Heuss-Schule FSP Lernen (Förderschule) | Landkreis Mayen-Koblenz       | 114                         | thsbendorf.de                           |
| 30786       | FOES     | Albert-Schweitzer-Schule FSP Lernen (Förderschule) | Landkreis Neuwied             | 88                          | albert-schweitzer-schule-asbach.de      |
| 30799       | FOES     | Maximilian-Kolbe-Schule FSP Lernen (Förderschule) | Landkreis Neuwied             | 156                         | maximilian-kolbe-schule.org             |
| 30802       | FOES     | Kinzing-Schule FSP Lernen (Förderschule) | Landkreis Neuwied             | 220                         | kinzing-schule.de                       |
| 30815       | FOES     | Gustav-W.-Heinemann-Schule FSP Lernen u. Ganzheitliche Entwicklung | Landkreis Neuwied             | 121                         |                                         |
| 30829       | FOES     | Michael-Ende-Schule FSP Lernen (Förderschule) | Westerwaldkreis               | 95                          | mesbm.de                                |
| 30832       | FOES     | Burggarten-Schule Hachenburg SFL/E (Förderschule) | Westerwaldkreis               | 77                          | burggartenschule.bildung-rp.de          |
| 30845       | FOES     | Hunsrückschule FSPe Lernen und sozial-emotionale Entwicklung (Förderschule) | Rhein-Hunsrück-Kreis          | 167                         |                                         |
| 30858       | FOES     | Freiherr-vom-Stein-Schule FSP Lernen (Förderschule) | Rhein-Lahn-Kreis              | 106                         | fvss-lahnstein.de                       |
| 30863       | FOES     | Taunusschule FSP Lernen (Förderschule) | Rhein-Lahn-Kreis              | 87                          | taunus-schule.de                        |
| 30876       | FOES     | Meulenwald-Schule SFL/S (Förderschule) | Landkreis Trier-Saarburg      | 123                         | meulenwald-schule.de                    |
| 30889       | FOES     | Burg-Landshut-Schule SFL (Förderschule) | Landkreis Bernkastel-Wittlich | 105                         | burg-landshut-schule.de                 |
| 30893       | FOES     | Liesertal-Schule SFL/S (Förderschule) | Landkreis Bernkastel-Wittlich | 124                         | liesertal-schule.de                     |
| 30905       | FOES     | St. Laurentius-Schule FöZ (Förderschule) | Landkreis Vulkaneifel         | 86                          | foerderzentrum-daun.de                  |
| 30922       | FOES     | St. Martinus-Schule SFL/S (Förderschule) | Landkreis Trier-Saarburg      | 94                          | st-martinus-schule.de                   |
| 30948       | FOES     | Albert-Schweitzer-Schule FSP Lernen (Förderschule) | Frankenthal (Pfalz)           | 166                         | albert-schweitzer-schule-frankenthal.de |
| 30953       | FOES     | Nordringschule FSP Lernen (Förderschule) | Landkreis Südliche Weinstraße | 195                         | nordringschule.de                       |
| 30979       | FOES     | Windmühlenschule FSP Lernen (Förderschule) | Mainz                         | 200                         |                                         |
| 30983       | FOES     | Schubert-Schule FSP Lernen (Förderschule) | Neustadt an der Weinstraße    | 161                         | schubert-schule-nw.de                   |
| 30996       | FOES     | Schule im Erlich FSP Lernen (Förderschule) | Speyer                        | 174                         | schuleimerlich.de                       |
| 31001       | FOES     | Geschwister-Scholl-Schule Förderzentrum (Förderschule) | Worms                         | 345                         | förderzentrum-worms.de                  |
| 31014       | FOES     | Limburgschule FSP Lernen (Förderschule) | Landkreis Bad Dürkheim        | 79                          | limburg-schule.de                       |
| 31027       | FOES     | Gottlieb-Wenz-Schule FSP Lernen (Förderschule) | Landkreis Bad Dürkheim        | 65                          | gottlieb-wenz-schule.de                 |
| 31030       | FOES     | Mathilde-Hitzfeld-Schule FSP Lernen u. Sprache (Förderschule) | Donnersbergkreis              | 95                          | mhs-kibo.de                             |
| 31057       | FOES     | Schule am Donnersberg (Förderschule) | Donnersbergkreis              | 198                         | schuleamdonnersberg.de                  |
| 31087       | FOES     | Jakob-Weber-Schule FSP Lernen (Förderschule) | Landkreis Kaiserslautern      | 76                          | jakob-weber-schule.bildung-rp.de        |
| 31090       | FOES     | Jakob-Muth-Schule SFL/S (Förderschule) | Landkreis Kusel               | 143                         | jakob-muth-schule.de                    |
| 31117       | FOES     | Staufer-Schulzentrum FSP Lernen (Förderschule) | Landkreis Südliche Weinstraße | 65                          | staufer-schulzentrum.de                 |
| 31120       | FOES     | Salierschule FSP Lernen (Förderschule) | Rhein-Pfalz-Kreis             | 164                         | salierschule-schifferstadt.de           |
| 31134       | FOES     | Rhein-Nahe-Schule FSP Lernen (Förderschule) | Landkreis Mainz-Bingen        | 149                         | rhein-nahe-schule.de                    |
| 31147       | FOES     | Albert-Schweitzer-Schule FSP Lernen (Förderschule) | Landkreis Mainz-Bingen        | 79                          | assingelheim.de                         |
| 31150       | FOES     | Selztalschule FSP Lernen (Förderschule) | Landkreis Mainz-Bingen        | 72                          | selztalschule.de                        |
| 31164       | FOES     | Landskronschule FSP Lernen (Förderschule) | Landkreis Mainz-Bingen        | 133                         | Landskronschule.de                      |
| 31194       | FOES     | Brüder-Grimm-Schule FSP Sprache (Förderschule) | Landkreis Neuwied             | 142                         | bgs-neuwied.de                          |
| 31210       | FOES     | Martin-Luther-King-Schule SFE (Förderschule) | Landkreis Bernkastel-Wittlich | 96                          |                                         |
| 31224       | FOES     | Förderschule am Alserberg mit den Förderschwerpunkten ganzheitliche und motorische Entwicklung Wissen | Landkreis Altenkirchen        | 120                         | fs-alserberg.de                         |
| 31270       | FOES     | Löwenschule (Förderschule) | Landkreis Alzey-Worms         | 101                         | loewenschule-alzey.de                   |
| 31300       | FOES     | Diesterweg-Schule SFL und SFE (Förderschule) | Koblenz                       | 115                         | diesterweg-schule.de                    |
| 31314       | FOES     | Liesel Metten Schule – Schule mit dem Förderschwerpunkt motorische Entwicklung in Nieder-Olm | Landkreis Mainz-Bingen        | 175                         |                                         |
| 31327       | FOES     | Don-Bosco-Schule Bad Neuenahr-Ahrweiler, Schule mit den Förderschwerpunkten Lernen und Sprache | Landkreis Ahrweiler           | 166                         | donbosco-aw.de                          |
| 31344       | FOES     | Maximilian-Kolbe-Schule FSP Lernen (Förderschule) | Landkreis Altenkirchen        | 182                         | maxkolbeschule-scheuerfeld.de           |
| 31357       | FOES     | Wilhelm-Busch-Schule FSP Lernen (Förderschule) | Landkreis Altenkirchen        | 127                         |                                         |
| 31360       | FOES     | Nahetalschule FSP Lernen (Förderschule) | Landkreis Birkenfeld          | 257                         | nahetalschule.de                        |
| 31374       | FOES     | Helene-Pagès-Schule FSP Lernen (Förderschule) | Rhein-Hunsrück-Kreis          | 83                          | hps-boppard.de                          |
| 31390       | FOES     | Maximin-Schule SFLS (Förderschule) | Eifelkreis Bitburg-Prüm       | 174                         | maximin-schule.de                       |
| 31404       | FOES     | Don Bosco-Schule SFL/S (Förderschule) | Landkreis Trier-Saarburg      | 160                         | dobowi.de                               |
| 31417       | FOES     | Fritz-Walter-Schule FSP Lernen (Förderschule) | Kaiserslautern                | 178                         | fritz-walter-schule.de                  |
| 31420       | FOES     | Matzenbergschule FSP Lernen und Sprache (Förderschule) | Pirmasens                     | 204                         |                                         |
| 31434       | FOES     | Canadaschule FSP Lernen und Sprache (Förderschule) | Zweibrücken                   | 144                         | canadaschule.de                         |
| 31447       | FOES     | Volkerschule – Schule mit den FSP Lernen und Sprache – (Förderschule) | Landkreis Alzey-Worms         | 154                         | volkerschule.de                         |
| 31464       | FOES     | Käthe-Kollwitz-Schule FSP Lernen (Förderschule) | Landkreis Bad Dürkheim        | 103                         | kks-gruenstadt.de                       |
| 31480       | FOES     | Hans-Zulliger-Schule FSP Lernen (Förderschule) | Landkreis Kaiserslautern      | 113                         |                                         |
| 31510       | FOES     | Altenbergschule FSP Lernen (Förderschule) | Landkreis Südliche Weinstraße | 64                          | altenbergschule.de                      |
| 31540       | FOES     | Schillerschule FSP Lernen (Förderschule) | Ludwigshafen am Rhein         | 158                         | schillerschule.com                      |
| 31554       | FOES     | Schloss-Schule Oggersheim FSP Lernen (Förderschule) | Ludwigshafen am Rhein         | 241                         | sfl-schloss-lu.de                       |
| 31583       | FOES     | Schule an der Blies FSP Lernen (Förderschule) | Ludwigshafen am Rhein         | 289                         | bliesschulen.bildung-rp.de              |
| 31600       | FOES     | Schule mit dem FSP Sprache (Förderschule) | Landkreis Germersheim         | 144                         | sfs-ruelzheim.de                        |
| 31627       | FOES     | Rosenberg-Schule SFG (Förderschule) | Landkreis Bernkastel-Wittlich | 98                          | Rosenberg-Schule.de                     |
| 31630       | FOES     | Porta-Nigra-Schule SFG (Förderschule) | Trier                         | 89                          | porta-nigra-schule.de                   |
| 31644       | FOES     | Tom-Mutters-Schule FSP ganzheitl. Entwicklung (Förderschule) | Frankenthal (Pfalz)           | 75                          |                                         |
| 31673       | FOES     | Wonnegauschule FSP Lernen (Förderschule) | Landkreis Alzey-Worms         | 97                          | wonnegauschule.de                       |
| 31687       | FOES     | Levana-Schule – Schule mit den Förderschwerpunkten ganzheitliche und motorische Entwicklung (Förderschule) | Landkreis Ahrweiler           | 92                          | levana-aw.de                            |
| 31690       | FOES     | Don-Bosco-Schule FSP ganzheitl. Entwicklung (Förderschule) | Landkreis Bad Kreuznach       | 141                         | don-bosco-schule.de                     |
| 31704       | FOES     | St.-Martin-Heimschule FSPe ganzheitl. und motorische Entwicklung (Förderschule) | Landkreis Cochem-Zell         | 117                         | foerderschule.stmartin-dku.de           |
| 31717       | FOES     | Astrid-Lindgren-Schule FSP Sprache (Förderschule) | Mainz                         | 118                         | astrid-lindgren-schule-mainz.de         |
| 31720       | FOES     | Janusz-Korczak-Schule SFL (Förderschule) | Landkreis Kusel               | 69                          | korczak-Schule-Lauterecken.de           |
| 31747       | FOES     | Herman-Nohl-Schule FSP sozial-emotionale Entwicklung (Förderschule) | Donnersbergkreis              | 137                         |                                         |
| 31777       | FOES     | Treverer-Schule SFM (Förderschule) | Trier                         | 0                           | treverer-schule.de                      |
| 31780       | FOES     | Erich Kästner-Schule Singhofen SFG und SFM(G) (Förderschule) | Rhein-Lahn-Kreis              | 171                         | eks-singhofen.de                        |
| 31793       | FOES     | Mosaikschule Schule mit dem Förderschwerpunkt motorische Entwicklung (Förderschule) | Ludwigshafen am Rhein         | 253                         | mosaikschule-lu.de                      |
| 31807       | FOES     | Paul-Moor-Schule FSP ganzheitl. Entwicklung (Förderschule) | Landkreis Südliche Weinstraße | 154                         | paulmoor-schule.de                      |
| 31810       | FOES     | Neumayer-Schule FSP Sprache (Förderschule) | Frankenthal (Pfalz)           | 224                         | neumayerschule.de                       |
| 31824       | FOES     | Berggarten-Schule FSP Lernen (Förderschule) | Westerwaldkreis               | 191                         | berggartenschule.de                     |
| 31837       | FOES     | Wilhelm-Albrecht-Schule Höhn SFG und SFM(G) (Förderschule) in freier Trägerschaft | Westerwaldkreis               | 121                         | hh-wilhelm-albrecht-schule.de           |
| 31853       | FOES     | Oranienschule FSP Sprache (Förderschule) | Rhein-Lahn-Kreis              | 72                          | sfs-rlp.de                              |
| 31867       | FOES     | Schule am Rothenberg SFS (Förderschule) | Westerwaldkreis               | 107                         | schule-am-rothenberg.de                 |
| 31870       | FOES     | Schule mit dem Förderschwerpunkt Sprache (Förderschule) | Landkreis Birkenfeld          | 64                          | sprachfoerderung-io.de                  |
| 31897       | FOES     | Hubertus-Rader-Förderzentrum (Förderschule) | Landkreis Vulkaneifel         | 118                         | hrf-gerolstein.de                       |
| 31900       | FOES     | UNESCO-Projektschule am Bernardshof FSP sozial-emotionale Entwicklung (Förderschule) | Landkreis Mayen-Koblenz       | 107                         |                                         |
| 31914       | FOES     | Valdocco-Schule SFE (Förderschule) | Landkreis Trier-Saarburg      | 52                          | helenenberg.de                          |
| 31927       | FOES     | Astrid-Lindgren-Schule SFL/G/S (Förderschule) | Eifelkreis Bitburg-Prüm       | 133                         | astrid-lindgren-schule-pruem.de         |
| 31930       | FOES     | Medard-Schule Trier – Schule mit den Förderschwerpunkten Lernen und Sprache | Trier                         | 154                         | medardschule.de                         |
| 31943       | FOES     | Schule mit dem Förderschwerpunkt Lernen, Kreis Germersheim | Landkreis Germersheim         | 97                          | sflkg.de                                |
| 31957       | FOES     | Heilpädagogische Schule – Förderschule mit dem Schwerpunkt sozial-emotionale Entwicklung in den Bildungsgängen Grund- und Hauptschule & Förderschwerpunkt Lernen                                                                  | Landkreis Mayen-Koblenz       |                             |                                         |
| 40008       | RS+      | Anne-Frank-Realschule plus Mainz | Mainz                         | 680                         | afr-mainz.de                            |
| 40024       | RS       | Private Edith-Stein-Realschule Speyer | Speyer                        | 344                         | esr-speyer.de                           |
| 40037       | RS       | St.-Katharina-Realschule Private staatlich anerkannte Realschule der Gemeinnützigen St. Dominikus Schulen GmbH | Landkreis Kaiserslautern      | 375                         | skr-landstuhl.de                        |
| 40041       | RS+FOS   | St. Franziskus-Schule Koblenz – Staatlich anerkannte Realschule plus (Integrative Realschule) und Staatlich genehmigte Fachoberschule (Ersatzschule) – in Trägerschaft des Bistums Trier                                          | Koblenz                       | 504                         | franziskusschule-koblenz.de             |
| 40054       | RS       | Private Maria-Ward Realschule Landau | Landkreis Südliche Weinstraße | 275                         | mws-landau.de                           |
| 40067       | RS       | St.-Franziskus-Realschule Kaiserslautern | Kaiserslautern                | 264                         | St-Franziskus.Kaiserslautern.de         |
| 40072       | RS       | Priv. Realschule der Ursulinen Calvarienberg Ahrweiler | Landkreis Ahrweiler           | 417                         | realschule-calvarienberg.de             |
| 40085       | RS       | Bischöfliche Realschule Marienberg | Rhein-Hunsrück-Kreis          | 369                         | marienberg-boppard.de                   |
| 40098       | RS       | Blandine-Merten-Realschule | Trier                         | 595                         | bmrtrier.de                             |
| 40101       | RS       | Bischöfliche Willigis-Realschule Mainz | Mainz                         | 192                         | willigis-online.de                      |
| 40114       | RS+FOS   | Friedrich-Schiller-Realschule plus Frankenthal – kooperative Realschule - | Frankenthal (Pfalz)           | 900                         | schiller-rs.de                          |
| 40127       | RS+      | Anne-Frank Realschule plus Ludwigshafen – Integrative Realschule | Ludwigshafen am Rhein         | 715                         | AnneFrankRealschule.de                  |
| 40144       | RS+FOS   | Carl-Zuckmayer-Realschule plus und Fachoberschule Nierstein | Landkreis Mainz-Bingen        | 762                         | rsplus-nierstein.de                     |
| 40157       | RS+FOS   | Realschule plus und Fachoberschule Konz | Landkreis Trier-Saarburg      | 480                         | rsplus-konz.de                          |
| 40175       | GRS+     | Albert-Einstein-Grund- und Realschule plus Ludwigshafen | Ludwigshafen am Rhein         | 834                         | Albert-Einstein-grsplus.de              |
| 40188       | RS+      | Kurfürst-Balduin-Realschule plus | Landkreis Bernkastel-Wittlich | 565                         | rs-wittlich.de                          |
| 40204       | RS+      | Otto-Hahn-Realschule plus Bitburg | Eifelkreis Bitburg-Prüm       | 1192                        | rsplus-bitburg.de                       |
| 40217       | RS+      | Clemens-Brentano-/ Overberg Realschule plus Koblenz | Koblenz                       | 511                         | cborsplus.de                            |
| 40221       | RS+FOS   | Hocheifel Realschule plus und Fachoberschule Adenau | Landkreis Ahrweiler           | 403                         | hocheifelschule.de                      |
| 40247       | RS+FOS   | August-Sander-Schule, Realschule plus und Fachoberschule Altenkirchen | Landkreis Altenkirchen        | 710                         | rsplus-altenkirchen.de                  |
| 40252       | RS+      | Marion-Dönhoff-Realschule plus Wissen | Landkreis Altenkirchen        | 502                         | mdrsp.de                                |
| 40265       | RS+      | Crucenia-Realschule plus Bad Kreuznach -kooperative Realschule- | Landkreis Bad Kreuznach       | 547                         | cruceniarsplus-kh.de                    |
| 40278       | RS+      | Disibod-Realschule plus Bad Sobernheim | Landkreis Bad Kreuznach       | 432                         | rspbadsobernheim.de                     |
| 40295       | RS+      | Kooperative Realschule plus Idar-Oberstein – Ida-Purper-Schule | Landkreis Birkenfeld          | 438                         | ida-purper-schule.de                    |
| 40307       | RS+      | Realschule plus Cochem | Landkreis Cochem-Zell         | 671                         | rs-cochem.de                            |
| 40324       | RS+      | Geschwister-Scholl-Realschule plus Andernach | Landkreis Mayen-Koblenz       | 649                         | gsr.my-myk.de                           |
| 40337       | RS+      | Albert-Schweitzer-Realschule plus Mayen | Landkreis Mayen-Koblenz       | 648                         | realschule-mayen.com                    |
| 40342       | RS+FOS   | Realschule plus Mendig | Landkreis Mayen-Koblenz       | 626                         | realschuleplus-mendig.de                |
| 40355       | RS+      | Nelson-Mandela-Schule Realschule plus Dierdorf | Landkreis Neuwied             | 875                         | nelson-mandela-schule.de                |
| 40372       | RS+      | Realschule plus Neustadt/Wied | Landkreis Neuwied             | 490                         | rs-neustadt-wied.de                     |
| 40385       | RS+      | Marie-Curie-Realschule plus Bad Marienberg | Westerwaldkreis               | 713                         | rsplus-badmarienberg.de                 |
| 40398       | RS+FOS   | Realschule plus und Fachoberschule – Hachenburger Löwe - | Westerwaldkreis               | 437                         | realschule-hachenburg.de                |
| 40401       | RS+      | Realschule plus Hoher Westerwald | Westerwaldkreis               | 529                         | realschule-rennerod.com                 |
| 40414       | RS+      | Realschule plus Westerburg | Westerwaldkreis               | 545                         | realschuleplus-westerburg.de            |
| 40445       | RS+      | Ausonius-Realschule plus Kirchberg/Hunsrück | Rhein-Hunsrück-Kreis          | 348                         | kgs-kirchberg.de                        |
| 40458       | RS+      | Heuss-Adenauer Mittelrhein-Realschule plus Oberwesel | Rhein-Hunsrück-Kreis          | 396                         | mrso.de                                 |
| 40462       | RS+      | Theodissa Realschule plus Diez | Rhein-Lahn-Kreis              | 432                         | theodissaplus.de                        |
| 40475       | RS+FOS   | Realschule plus und Fachoberschule im Einrich | Rhein-Lahn-Kreis              | 650                         | rs-einrich.de                           |
| 40488       | RS+      | Realschule plus Lahnstein | Rhein-Lahn-Kreis              | 725                         | RS-Lahnstein.de                         |
| 40517       | RS+FOS   | Ernst-Barlach Realschule plus Höhr-Grenzhausen | Westerwaldkreis               | 433                         | ebr-hg.de                               |
| 40522       | RS+      | Anne-Frank-Realschule plus Montabaur | Westerwaldkreis               | 556                         | afrs.de                                 |
| 40535       | RS+      | Freiherr-vom-Stein-Realschule plus | Landkreis Bernkastel-Wittlich | 470                         | rsplus-bks.de                           |
| 40552       | RS+      | Friedrich-Spee-Realschule plus | Landkreis Bernkastel-Wittlich | 439                         | friedrich-spee-realschule-plus.de       |
| 40565       | RS+FOS   | Realschule plus Traben-Trarbach | Landkreis Bernkastel-Wittlich | 285                         | rsplusfostt.de                          |
| 40578       | GRS+     | Grund- und Realschule plus Neuerburg | Eifelkreis Bitburg-Prüm       | 546                         | grsplus-neuerburg.de                    |
| 40595       | RS+      | Kaiser-Lothar-Realschule plus Prüm | Eifelkreis Bitburg-Prüm       | 365                         | klrplus.de                              |
| 40607       | RS+FOS   | Drei-Maare-Realschule plus Daun mit FOS | Landkreis Vulkaneifel         | 407                         | rsplusdaun.de                           |
| 40612       | RS+      | Augustiner-Realschule plus | Landkreis Vulkaneifel         | 321                         | Augustiner-Realschule-plus.de           |
| 40638       | RS+      | Realschule plus Saarburg | Landkreis Trier-Saarburg      | 699                         | rs-plus-saarburg.de                     |
| 40642       | RS+      | Kurpfalz-Realschule plus Schulzentr.KL-Süd i.Stadtwald | Kaiserslautern                | 535                         | krsplus-kl.de                           |
| 40655       | RS+FOS   | Konrad-Adenauer-Realschule plus Landau | Landkreis Südliche Weinstraße | 692                         | kars-landau.de                          |
| 40668       | RS+      | Georg-von-Neumayer-Realschule plus, Neustadt an der Weinstraße | Neustadt an der Weinstraße    | 494                         | gvn-neustadt.de                         |
| 40671       | RS+FOS   | Landgraf-Ludwig-Realschule plus Pirmasens | Pirmasens                     | 456                         | llrsp.de                                |
| 40698       | RS+      | Mannlich-Realschule plus Zweibrücken | Zweibrücken                   | 852                         | mannlich-rs.de                          |
| 40715       | RS+FOS   | Rheingrafen-Realschule plus Wörrstadt | Landkreis Alzey-Worms         | 515                         | rheingrafen-realschule.de               |
| 40728       | RS+FOS   | Siebenpfeiffer Realschule plus und Fachoberschule Haßloch | Landkreis Bad Dürkheim        | 848                         | rsplus-hassloch.de                      |
| 40745       | RS+      | Realschule plus Rockenhausen | Donnersbergkreis              | 243                         | rsrokplus.de                            |
| 40758       | RS+      | Richard-von-Weizsäcker-Realschule Germersheim | Landkreis Germersheim         | 727                         | realschule-germersheim.de               |
| 40761       | RS+      | Realschule plus Kandel | Landkreis Germersheim         | 534                         | rsplus-kandel.de                        |
| 40775       | RS+      | Realschule plus Kusel | Landkreis Kusel               | 288                         | Realschuleplus-Kusel.de                 |
| 40788       | RS+      | Realschule plus Annweiler | Landkreis Südliche Weinstraße | 391                         | realschule-plus-annweiler.de            |
| 40791       | RS+FOS   | Realschule plus Edenkoben | Landkreis Südliche Weinstraße | 757                         | realschule-edenkoben.de                 |
| 40805       | RS+      | PAMINA-Schulzentrum Kooperative Gesamtschule Herxheim – Realschule plus- | Landkreis Südliche Weinstraße | 831                         | pamina-schulzentrum.de                  |
| 40818       | RS+      | Realschule plus Limburgerhof | Rhein-Pfalz-Kreis             | 839                         | rsplus-limburgerhof.de                  |
| 40822       | RS+FOS   | Realschule plus im Paul-von-Denis-Schulzentrum Schifferstadt | Rhein-Pfalz-Kreis             | 827                         | rsfos-schifferstadt.de                  |
| 40835       | RS+FOS   | Rochus-Realschule plus Bingen | Landkreis Mainz-Bingen        | 673                         | rochus-realschule.de                    |
| 40848       | RS+      | Kaiserpfalz-Realschule plus Ingelheim | Landkreis Mainz-Bingen        | 397                         | Kaiserpfalz-Realschule.de               |
| 40878       | RS+      | Karmeliter-Realschule plus Worms | Worms                         | 526                         | karmeliter-realschule.de                |
| 40881       | RS+      | Westend-Realschule plus Worms | Worms                         | 636                         | westend-realschule.de                   |
| 40895       | RS+      | Realschule plus auf der Karthause Koblenz | Koblenz                       | 572                         | realschule-karthause.de                 |
| 40912       | RS+      | Philipp Freiherr von Boeselager Realschule plus Ahrweiler | Landkreis Ahrweiler           | 551                         | boeselager-realschule.de                |
| 40925       | RS+      | Heinrich-Heine-Realschule plus Neuwied | Landkreis Neuwied             | 582                         | hhr-neuwied.de                          |
| 40941       | RS+      | Karolina-Burger-Realschule plus Ludwigshafen | Ludwigshafen am Rhein         | 783                         |                                         |
| 40955       | RS+FOS   | Realschule plus Mainz Kanonikus-Kir | Mainz                         | 520                         | kkr-mainz.de                            |
| 40968       | RS+      | Nelson Mandela Realschule plus Trier | Trier                         | 423                         | nmr-trier.de                            |
| 40971       | RS+FOS   | Stefan-Andres-Schule, Realschule plus und Fachoberschule | Landkreis Trier-Saarburg      | 511                         | saz-schweich.de                         |
| 40985       | RS+FOS   | Realschule plus Dahn | Landkreis Südwestpfalz        | 569                         | realschule-plus-dahn.de                 |
| 40998       | RS+FOS   | Realschule plus im Alfred-Grosser-Schulzentrum Bad Bergzabern | Landkreis Südliche Weinstraße | 399                         | schulebza.de                            |
| 41003       | RS+      | Carl-Orff-Realschule plus Bad Dürkheim | Landkreis Bad Dürkheim        | 473                         | carl-orff-realschule.de                 |
| 41016       | RS+      | Realschule plus Mainz-Lerchenberg im Carl-Zuckmayer-Schulzentrum | Mainz                         | 465                         | rsplus-mainz-lerchenberg.de             |
| 41029       | RS+      | Realschule plus Auf Halmen Kirn Europaschule -Kooperative Realschule- | Landkreis Bad Kreuznach       | 467                         | realschule-kirn.de                      |
| 41032       | RS+      | Moseltal Realschule plus Trier | Trier                         | 488                         | moseltalschule.de                       |
| 41046       | RS+      | Staatl. anerkannte Realschule plus St. Matthias | Eifelkreis Bitburg-Prüm       | 659                         | st-matthias.de                          |
| 41059       | RS+      | Alfred-Delp-Schule Hargesheim Kooperative Gesamtschule -Staatlich anerkannte Realschule plus (Kooperative Realschule) und staatlich anerkanntes Gymnasium- in Trägerschaft des Bistums Trier                                      | Landkreis Bad Kreuznach       | 441                         | alfred-delp-schule.de                   |
| 41076       | RS+FOS   | Gustav-Heinemann-Realschule plus Alzey | Landkreis Alzey-Worms         | 506                         | realschuleplus-alzey.de                 |
| 41092       | RS+      | Justus-von-Liebig-Realschule plus Maxdorf | Rhein-Pfalz-Kreis             | 601                         | jvl-maxdorf.de                          |
| 41106       | RS+      | Priv. Schönstätter Marienschule Realschule plus Vallendar | Landkreis Mayen-Koblenz       | 281                         | schoenstaetter-marienschule.de          |
| 41119       | RS+      | Realschule plus Bellheim | Landkreis Germersheim         | 249                         | rs-plus-bellheim.de                     |
| 41136       | RS+      | Realschule plus an der Römervilla im Schulzentrum Mülheim-Kärlich | Landkreis Mayen-Koblenz       | 769                         | rsplus-mk.de                            |
| 41166       | RS+      | Realschule plus am Rotenfels Bad Kreuznach -Kooperative Realschule plus- | Landkreis Bad Kreuznach       | 407                         | rbme.de                                 |
| 41179       | RS+      | Realschule plus am Alten Schloss Gau-Odernheim | Landkreis Alzey-Worms         | 363                         | realschule-plus-gau-odernheim.de        |
| 41196       | RS+      | Realschule plus St. Thomas | Landkreis Mayen-Koblenz       | 478                         | rsplus-st-thomas.de                     |
| 41209       | RS+      | Bertha-von-Suttner Realschule plus | Landkreis Altenkirchen        | 273                         | bvs-rsplus-betzdorf.de                  |
| 41239       | RS+      | Albert Schweitzer Realschule plus Koblenz | Koblenz                       | 230                         | rsplus-koblenz.de                       |
| 41243       | RS+FOS   | Robert-Koch-Schule – Realschule plus und Fachoberschule Linz | Landkreis Neuwied             | 449                         | rks-linz.de                             |
| 41256       | RS+      | Heinrich-Roth-Schule Realschule plus Montabaur | Westerwaldkreis               | 541                         | hrs-mt.de                               |
| 41272       | RS+      | Robert-Krups-Schule, Realschule plus Neuwied | Landkreis Neuwied             | 487                         | robert-krups-schule.de                  |
| 41286       | GRS+     | Loreleyschule Grund- und Realschule plus St. Goarshausen | Rhein-Lahn-Kreis              | 484                         | loreleyschule.de                        |
| 41299       | RS+      | Realschule plus Waldbreitbach | Landkreis Neuwied             | 241                         | dhs-waldbreitbach.de                    |
| 41316       | GRS+     | Freie Montessori-Schule Westerwald | Westerwaldkreis               | 323                         | montessori-westerwald.de                |
| 41329       | RS+      | Ahrtalschule Realschule plus Altenahr | Landkreis Ahrweiler           | 209                         | ahrtalschule-altenahr.de                |
| 41333       | RS+FOS   | Realschule plus mit Fachoberschule Asbach | Landkreis Neuwied             | 387                         | rsplusfos-asbach.de                     |
| 41346       | RS+      | Realschule plus Bad Ems Nassau | Rhein-Lahn-Kreis              | 454                         | rs-be.de                                |
| 41359       | RS+      | Karl-Fries-Schule Realschule plus Bendorf | Landkreis Mayen-Koblenz       | 571                         | rs-bendorf.de                           |
| 41362       | RS+      | Fritz-Straßmann-Schule Realschule plus Boppard | Rhein-Hunsrück-Kreis          | 237                         | fritz-strassmann-schule.de              |
| 41376       | RS+      | Realschule plus Daaden | Landkreis Altenkirchen        | 364                         | hermann-gmeiner-schule-daaden.de        |
| 41389       | RS+      | Westerwaldschule Realschule plus Gebhardshain | Landkreis Altenkirchen        | 621                         | westerwaldschule-gebhardshain.de        |
| 41392       | RS+      | Realschule plus im Aartal | Rhein-Lahn-Kreis              | 258                         | riaplus.de                              |
| 41419       | RS+FOS   | Realschule plus und Fachoberschule Untermosel Kobern-Gondorf | Landkreis Mayen-Koblenz       | 593                         | rsplus-untermosel.de                    |
| 41423       | RS+      | Sonnenberg-Realschule plus Langenlonsheim | Landkreis Bad Kreuznach       | 353                         | sonnenbergschule-lalo.de                |
| 41436       | RS+      | Realschule plus Meisenheim | Landkreis Bad Kreuznach       | 274                         | realschule-plus-meisenheim.de           |
| 41449       | RS+      | Realschule plus Nachtsheim | Landkreis Mayen-Koblenz       | 244                         | realschule-plus-nachtsheim.de           |
| 41452       | RS+      | Freiherr-vom-Stein-Realschule plus Nentershausen | Westerwaldkreis               | 485                         | die-freiherr.de                         |
| 41466       | RS+      | Realschule plus Neuwied-Niederbieber | Landkreis Neuwied             | 495                         | cssneuwied.de                           |
| 41479       | RS+      | Realschule plus Niederzissen Brohltalschule | Landkreis Ahrweiler           | 426                         | brohltalschule.de                       |
| 41496       | RS+      | Realschule plus Puderbach | Landkreis Neuwied             | 431                         | rsplus-puderbach.de                     |
| 41509       | RS+      | Realschule plus Ransbach-Baumbach | Westerwaldkreis               | 389                         | eks-raba.de                             |
| 41513       | RS+      | Puricelli-Schule Realschule plus Rheinböllen | Rhein-Hunsrück-Kreis          | 258                         | puricelli-schule.de                     |
| 41526       | RS+      | Realschule plus Rheinbrohl | Landkreis Neuwied             | 445                         | roemerwallschule.de                     |
| 41539       | RS+      | Realschule plus Salz | Westerwaldkreis               | 472                         | rsplus-salz.de                          |
| 41556       | RS+      | Friedrich-Karl-Ströher Realschule plus Simmern | Rhein-Hunsrück-Kreis          | 360                         | fksrsplus.de                            |
| 41569       | RS+      | Barbarossaschule Realschule plus Sinzig | Landkreis Ahrweiler           | 360                         | barbarossaschule-sinzig.de              |
| 41572       | RS+FOS   | Paul-Schneider-Realschule plus und Fachoberschule Sohren-Büchenbeuren | Rhein-Hunsrück-Kreis          | 342                         | inrealplus.de                           |
| 41586       | RS+      | Stefan-Andres-Schule Realschule plus Unkel | Landkreis Neuwied             | 181                         | stefan-andres-schule.de                 |
| 41599       | RS+      | Realschule plus Vallendar Konrad-Adenauer-Schule | Landkreis Mayen-Koblenz       | 439                         | irsp-vallendar.de                       |
| 41603       | RS+      | Theodor-Heuss-Realschule plus Wirges | Westerwaldkreis               | 487                         | rspluswirges.de                         |
| 41616       | RS+      | Clara-Viebig-Realschule plus Wittlich | Landkreis Bernkastel-Wittlich | 366                         | rsplus-wittlich.de                      |
| 41632       | GRS+     | Grund- und Realschule plus Gerolstein | Landkreis Vulkaneifel         | 350                         | grsplus-gerolstein.de                   |
| 41646       | GRS+     | Schule am Pulvermaar Grundschule und Integrative Realschule plus | Landkreis Vulkaneifel         | 345                         | schule-gillenfeld.de                    |
| 41662       | GRS+     | Franziskus Grund- und Realschule plus Irrel | Eifelkreis Bitburg-Prüm       | 456                         | schule-irrel.de                         |
| 41676       | GRS+     | Grund- und Realschule plus Jünkerath – Graf-Salentin-Schule | Landkreis Vulkaneifel         | 435                         | graf-salentin-schule.de                 |
| 41689       | GRS+     | Grund- und Realschule plus St. Martin Kelberg | Landkreis Vulkaneifel         | 403                         | schulekelberg.de                        |
| 41692       | RS+      | Realschule plus Kell am See | Landkreis Trier-Saarburg      | 355                         | schule-kell.de                          |
| 41706       | GRS+     | Grund- und Realschule plus Konrad Adenauer Treis-Karden | Landkreis Cochem-Zell         | 364                         | grs-treis-karden.de                     |
| 41722       | GRS+     | Grund- und Realschule plus Waldrach | Landkreis Trier-Saarburg      | 471                         | ruwertalschule.de                       |
| 41736       | RS+      | Realschule plus Altenglan Gustav-Schäffner-Schule | Landkreis Kusel               | 326                         | Realschule-plus-Altenglan.de            |
| 41749       | RS+FOS   | Realschule plus und Fachoberschule Birkenfeld/Niederbrombach | Landkreis Birkenfeld          | 572                         | rs-birkenfeld.de                        |
| 41752       | RS+      | Realschule plus Bleialf | Eifelkreis Bitburg-Prüm       | 412                         | rsp-bleialf.de                          |
| 41779       | RS+      | Realschule plus Idar-Oberstein | Landkreis Birkenfeld          | 380                         | wp.realschule-plus-idar-oberstein.de    |
| 41782       | RS+FOS   | Kurfürst-Balduin-Schule – Realschule plus und Fachoberschule Kaisersesch | Landkreis Cochem-Zell         | 477                         | rsplusfos-kaisersesch.de                |
| 41796       | RS+      | Realschule plus Manderscheid | Landkreis Bernkastel-Wittlich | 272                         | rsplus-manderscheid.de                  |
| 41812       | RS+      | Erbeskopf-Realschule plus Thalfang | Landkreis Bernkastel-Wittlich | 230                         | erbeskopf-realschuleplus-thalfang.de    |
| 41826       | RS+      | Realschule plus Vulkaneifel Ulmen/Lutzerath | Landkreis Cochem-Zell         | 225                         | rsplus-vulkaneifel.de                   |
| 41839       | RS+FOS   | Realschule plus Lauterecken/Wolfstein | Landkreis Kusel               | 352                         | rs-plus.de                              |
| 41869       | RS+      | Käthe Dassler Realschule plus Pirmasens | Pirmasens                     | 478                         | rsplus-ps.de                            |
| 41872       | RS+      | Realschule plus Ramstein-Miesenbach Am Reichswald | Landkreis Kaiserslautern      | 509                         | rsplus-ramstein.de                      |
| 41899       | GRS+     | Grund- und Realschule plus Vinningen Konrad-Adenauer-Schule | Landkreis Südwestpfalz        | 398                         | schule-vinningen.de                     |
| 41916       | RS+      | von Carlowitz Realschule plus – Weisenheim am Berg | Landkreis Bad Dürkheim        | 406                         | rsplus-weisenheim.de                    |
| 41929       | GRS+     | Grund- und Realschule plus Westhofen Otto-Hahn-Schule | Landkreis Alzey-Worms         | 693                         | ohs-westhofen.de                        |
| 41932       | RS+      | Realschule plus Bobenheim-Roxheim | Rhein-Pfalz-Kreis             | 403                         | rs-boro.de                              |
| 41946       | RS+      | Peter-Gärtner-Realschule plus | Rhein-Pfalz-Kreis             | 410                         | peter-gaertner-realschuleplus.de        |
| 41959       | RS+      | Realschule plus Bruchmühlbach-Miesau Adam-Müller-Schule | Landkreis Kaiserslautern      | 390                         | adam-mueller-realschule-plus.de         |
| 41976       | RS+      | Realschule plus Dudenhofen | Rhein-Pfalz-Kreis             | 374                         | rs-dudenhofen.de                        |
| 41989       | RS+      | Realschule plus Eich | Landkreis Alzey-Worms         | 389                         | realschulepluseich.de                   |
| 41992       | RS+      | Realschule plus Gau-Algesheim | Landkreis Mainz-Bingen        | 498                         | realschule-plus-gau-algesheim.de        |
| 42007       | RS+FOS   | Realschule plus Göllheim Gutenbergschule | Donnersbergkreis              | 395                         | gutenbergschule-goellheim.com           |
| 42010       | RS+      | Realschule plus Hauenstein | Landkreis Südwestpfalz        | 289                         | wasgauschule.de                         |
| 42024       | RS+      | Georg-von-Neumayer-Schule Realschule plus Kirchheimbolanden | Donnersbergkreis              | 578                         | gvnschule.de                            |
| 42037       | RS+      | Realschule plus Lambrecht | Landkreis Bad Dürkheim        | 273                         | rsplus-lambrecht.de                     |
| 42040       | RS+      | Realschule plus Lingenfeld | Landkreis Germersheim         | 247                         | rsplus-lingenfeld.de                    |
| 42054       | RS+      | Realschule plus Maikammer-Hambach | Landkreis Südliche Weinstraße | 398                         | rsp-maikammer-hambach.de                |
| 42097       | RS+      | Realschule plus Queidersbach | Landkreis Südwestpfalz        | 181                         | Rsplus-Queidersbach.de                  |
| 42100       | RS+      | Realschule plus Rodalben Gräfensteiner Land | Landkreis Südwestpfalz        | 178                         |                                         |
| 42127       | RS+      | Westpfalzschule Weilerbach | Landkreis Kaiserslautern      | 255                         | westpfalzschule-weilerbach.de           |
| 42130       | RS+      | Albert-Schweitzer-Schule Realschule plus Winnweiler | Donnersbergkreis              | 198                         | ASRplus.de                              |
| 42144       | RS+      | Realschule plus Wöllstein | Landkreis Alzey-Worms         | 360                         | realschuleplus-woellstein.de            |
| 42204       | RS+      | Realschule plus Flomborn/Flörsheim-Dalsheim | Landkreis Alzey-Worms         | 392                         | rsplus-ffd.de                           |
| 42217       | RS+      | Realschule plus Am Scharlachberg Bingen | Landkreis Mainz-Bingen        | 297                         | bingen.de                               |
| 42220       | GRS+     | Grund- und Realschule plus Budenheim/Mainz-Mombach | Landkreis Mainz-Bingen        | 681                         | lennebergschule.de                      |
| 42234       | RS+      | Goethe-Realschule plus Koblenz | Koblenz                       | 389                         | goethe-realschule.plus                  |
| 42247       | RS+      | Erich Kästner-Realschule plus Bad Neuenahr-Ahrweiler – Integrative Realschule | Landkreis Ahrweiler           | 304                         | eks-realschule.de                       |
| 42266       | RS+      | Adolf-Diesterweg-Realschule plus Ludwigshafen – Kooperative Realschule - | Ludwigshafen am Rhein         | 470                         | adrlu.de                                |
| 42277       | RS+      | Ernst-Reuter-Realschule plus Ludwigshafen – Integrative Realschule - | Ludwigshafen am Rhein         | 459                         | ernstreuterschulelu.de                  |
| 42324       | RS+      | Realschule plus Speyer Burgfeld-Schule | Speyer                        | 261                         |                                         |
| 42337       | RS+      | Realschule plus Speyer Siedlungsschule | Speyer                        | 317                         | siedlungsschule.de                      |
| 42340       | RS+      | Realschule plus Flonheim | Landkreis Alzey-Worms         | 265                         | realschule-plus-flonheim.de             |
| 42354       | RS+      | Erich-Kästner-Realschule plus Wörrstadt | Landkreis Alzey-Worms         | 382                         | ekrs-woerrstadt.de                      |
| 42367       | RS+      | Friedrich-Ebert-Schule Realschule plus Frankenthal – integrative Realschule - | Frankenthal (Pfalz)           | 435                         | realschuleplus-frankenthal.de           |
| 42370       | RS+      | Lina-Pfaff-Realschule plus Kaiserslautern | Kaiserslautern                | 436                         | Lina-Pfaff-Schule.de                    |
| 42397       | GRS+     | Private Grund- u. Realschule plus Martinus-Schule Weißliliengasse | Mainz                         | 310                         | martinus-schule-mainz.de                |
| 42400       | RS+      | Realschule plus Kirn | Landkreis Bad Kreuznach       | 302                         | rsplus-kirn.de                          |
| 42414       | RS+      | Realschule plus Germersheim Geschwister-Scholl-Schule | Landkreis Germersheim         | 240                         | realschuleplus-germersheim.de           |
| 42427       | RS+      | Realschule plus Nibelungen-Schule Worms | Worms                         | 343                         | nibelungen-realschule-worms.de          |
| 42430       | RS+      | Pfrimmtal Realschule plus Worms | Worms                         | 487                         | pfrimmtalschule.de                      |
| 42444       | GRS+     | Bilinguale Montessori Schule in Trägerschaft der Montessori Fördergemeinschaft Ingelheim | Landkreis Mainz-Bingen        | 325                         |                                         |
| 42457       | RS+      | Kurfürst-Balduin-Realschule plus Trier | Trier                         | 408                         | kubawest.de                             |
| 42473       | RS+      | Realschule plus Am Ebertpark Ludwigshafen | Ludwigshafen am Rhein         | 596                         | rsplus-am-ebertpark.de                  |
| 42487       | RS+      | Herzog-Wolfgang-Realschule plus Zweibrücken | Zweibrücken                   | 385                         | hwrsplus-zw.de                          |
| 42490       | RS+      | Privatschule St. Maximin Trier | Trier                         | 425                         | st-maximin.de                           |
| 42504       | RS+      | Nikolaus-von-Weis-Realschule plus | Speyer                        | 234                         | nws-speyer.de                           |
| 42517       | RS+      | Freie Christliche Schule Neuwied – staatlich anerkannte Realschule plus des Vereins Freie Christliche Schule Neuwied e. V. | Landkreis Neuwied             | 397                         | fcsn-rsplus.de                          |
| 42520       | GRS+     | Paul-Gerhardt-Schule Kaiserslautern staatlich anerkannte christliche Privatschule in Trägerschaft des Christlichen Schulvereins Kaiserslautern e. V. Grund- und Realschule plus                                                   | Kaiserslautern                | 290                         | pgs-kl.de                               |
| 42534       | RS+      | Realschule plus Wallhausen/Waldböckelheim – Geschwister-Scholl-Schule | Landkreis Bad Kreuznach       | 412                         | gs-schule.net                           |
| 42547       | GRS+     | Freie Montessori-Schule Trier | Trier                         |                             | montessori-trier.schule                 |
| 50001       | GY       | Alfred-Delp-Schule -Gymnasium- in Tr. des Bistums Trier | Landkreis Bad Kreuznach       | 995                         | alfred-delp-schule.de                   |
| 50014       | GY       | Bischöfliches Angela-Merici-Gymnasium | Trier                         | 733                         | amg-trier.de                            |
| 50027       | GY       | Bischöfliches Cusanus-Gymnasium i. Tr. des Bistums Trier | Koblenz                       | 838                         | cusanus-gymnasium.de                    |
| 50030       | GY       | Priv. Bischöfl. Willigis-Gymnasium | Mainz                         | 881                         | willigis-online.de                      |
| 50044       | GY       | Cusanus-Gymnasium | Landkreis Bernkastel-Wittlich | 697                         | cg-wittlich.eu                          |
| 50057       | GY       | Edith-Stein-Gymnasium Speyer der gemeinnützigen St. Dominikus Schulen GmbH | Speyer                        | 641                         | esg-speyer.de                           |
| 50060       | GY       | Evangelisches Trifels-Gymnasium Annweiler | Landkreis Südliche Weinstraße | 685                         | trifelsgymnasium.de                     |
| 50074       | GY       | Priv.Gymn. Weierhof am Donnersberg Bolanden | Donnersbergkreis              | 857                         | weierhof.de                             |
| 50087       | GY       | Leibniz-Gymnasium Pirmasens | Pirmasens                     | 664                         | leibniz-pirmasens.de                    |
| 50090       | GY       | Private Maria Ward-Schule Mainz | Mainz                         | 1208                        | mws-mainz.de                            |
| 50104       | GY       | Priv. Martin-Butzer-Gymnasium Dierdorf | Landkreis Neuwied             | 1140                        | mbgdierdorf.de                          |
| 50117       | GY       | Priv. Nikolaus-von-Weis-Gymnasium Speyer | Speyer                        | 669                         | nwg-speyer.de                           |
| 50120       | GY       | Priv. Gymnasium Marienstatt | Westerwaldkreis               | 584                         | gymnasium-marienstatt.de                |
| 50134       | GY       | Private Hildegardis-Schule Bingen | Landkreis Mainz-Bingen        | 0                           | hildegardisschule.org                   |
| 50147       | GY       | Priv. Johannes-Gymnasium Lahnstein | Rhein-Lahn-Kreis              | 885                         | johannes-gymnasium.de                   |
| 50150       | GY       | Priv. Maria-Ward-Gymnasium | Landkreis Südliche Weinstraße | 820                         | mws-landau.de                           |
| 50164       | GY       | Priv. Franziskus Gymnasium Nonnenwerth Remagen | Landkreis Ahrweiler           |                             | nonnenwerth.de                          |
| 50177       | GY       | St.-Franziskus-Gymnasium Kaiserslautern | Kaiserslautern                | 693                         | St-Franziskus.Region-kl.de              |
| 50180       | GY       | Priv. Paul-Schneider-Gymnasium Meisenheim | Landkreis Bad Kreuznach       | 583                         | paul-schneider-gymnasium.de             |
| 50194       | GY       | Priv. Schönstätter Marienschule Gymnasium Vallendar | Landkreis Mayen-Koblenz       | 434                         | schoenstaetter-marienschule.de          |
| 50207       | GY       | Privates St.-Josef-Gymnasium | Eifelkreis Bitburg-Prüm       | 533                         | sjg-biesdorf.de                         |
| 50210       | GY       | Priv. Gymnasium der Ursulinen Calvarienberg Ahrweiler | Landkreis Ahrweiler           | 717                         | gymnasium-calvarienberg.de              |
| 50224       | GY       | Rabanus-Maurus-Gymnasium Mainz | Mainz                         | 803                         | rama-mainz.de                           |
| 50237       | GY       | Albert-Einstein-Gymnasium Frankenthal | Frankenthal (Pfalz)           | 1385                        | a-e-g-frankenthal.de                    |
| 50240       | GY       | Albert-Schweitzer-Gymnasium Kaiserslautern | Kaiserslautern                | 800                         | asg-kl.de                               |
| 50254       | GY       | Rudi-Stephan-Gymnasium Worms | Worms                         | 767                         | rudi-worms.de                           |
| 50267       | GY       | Are-Gymnasium Bad Neuenahr | Landkreis Ahrweiler           | 882                         | are-gymnasium.de                        |
| 50284       | GY       | Peter-Altmeier-Gymnasium Montabaur Musikgymnasium | Westerwaldkreis               | 396                         | musikgymnasium.de                       |
| 50297       | GY       | Peter-Wust-Gymnasium | Landkreis Bernkastel-Wittlich | 890                         | PWG-Wittlich.de                         |
| 50300       | GY       | Eifel-Gymnasium | Eifelkreis Bitburg-Prüm       | 348                         | eifel-gymnasium.de                      |
| 50314       | GY       | Heinrich-Heine-Gymnasium Kaiserslautern | Kaiserslautern                | 770                         | hhg-kl.de                               |
| 50330       | GY       | Staatl. Aufbaugymnasium Alzey | Landkreis Alzey-Worms         | 525                         | aufbaugymnasium-alzey.de                |
| 50344       | GY       | Auguste-Viktoria-Gymnasium | Trier                         | 875                         | avg-trier.de                            |
| 50357       | GY       | Bertha-von-Suttner-Gymnasium Andernach | Landkreis Mayen-Koblenz       | 791                         | bvs-andernach.de                        |
| 50360       | GY       | Carl-Bosch-Gymnasium Ludwigshafen | Ludwigshafen am Rhein         | 1079                        | cbglu.de                                |
| 50374       | GY       | Eduard-Spranger-Gymnasium Landau | Landkreis Südliche Weinstraße | 835                         | esg-landau.de                           |
| 50387       | GY       | Eichendorff-Gymnasium Koblenz | Koblenz                       | 783                         | eichendorff-koblenz.de                  |
| 50390       | GY       | Eleonoren-Gymnasium Worms | Worms                         | 1148                        | elo-worms.de                            |
| 50404       | GY       | Erich-Klausener-Gymnasium Adenau | Landkreis Ahrweiler           | 563                         | ekgadenau.de                            |
| 50417       | GY       | Frauenlob-Gymnasium Mainz | Mainz                         | 888                         | frauenlob-gymnasium.de                  |
| 50420       | GY       | Freiherr-vom-Stein Gymnasium Betzdorf | Landkreis Altenkirchen        | 961                         | fvsgy.com                               |
| 50434       | GY       | Friedrich-Magnus-Schwerd-Gymnasium Speyer | Speyer                        | 990                         | fmsg-speyer.de                          |
| 50447       | GY       | Friedrich-Wilhelm-Gymnasium | Trier                         | 830                         | fwg-trier.com                           |
| 50450       | GY       | Gauß-Gymnasium Worms | Worms                         | 1191                        | gauss-worms.de                          |
| 50464       | GY       | Geschwister-Scholl-Gymnasium Ludwigshafen | Ludwigshafen am Rhein         | 1012                        | schollonline.de                         |
| 50477       | GY       | Görres-Gymnasium Koblenz | Koblenz                       | 571                         | goerres-koblenz.de                      |
| 50480       | GY       | Goethe-Gymnasium Bad Ems | Rhein-Lahn-Kreis              | 720                         | gg-badems.org                           |
| 50493       | GY       | Göttenbach-Gymnasium Idar-Oberstein | Landkreis Birkenfeld          | 564                         | gg-io.de                                |
| 50507       | GY       | Gutenberg-Gymnasium Mainz | Mainz                         | 1148                        | gutenberg-gymnasium.de                  |
| 50510       | GY       | Mons-Tabor-Gymnasium Montabaur | Westerwaldkreis               | 1374                        | mtg-mt.de                               |
| 50524       | GY       | Immanuel-Kant-Gymnasium Pirmasens | Pirmasens                     | 573                         | ikgp.de                                 |
| 50537       | GY       | Hugo-Ball-Gymnasium Pirmasens | Pirmasens                     | 597                         | hbgps.de                                |
| 50540       | GY       | Siebenpfeiffer-Gymnasium Kusel | Landkreis Kusel               | 874                         | siebenpfeiffer-gymnasium.de             |
| 50554       | GY       | Gymnasium am Kaiserdom Speyer | Speyer                        | 715                         | gak-speyer.de                           |
| 50567       | GY       | Gymnasium am Kurfürstlichen Schloss Mainz | Mainz                         | 981                         | schloss-online.de                       |
| 50570       | GY       | Gymnasium am Rittersberg Kaiserslautern | Kaiserslautern                | 948                         | rittersberg.de                          |
| 50583       | GY       | Gymnasium am Römerkastell Bad Kreuznach | Landkreis Bad Kreuznach       | 976                         | roeka-kh.bildung-rp.de                  |
| 50597       | GY       | Gymnasium am Römerkastell Alzey | Landkreis Alzey-Worms         | 1337                        | roeka-az.de                             |
| 50600       | GY       | Gymnasium an der Stadtmauer Bad Kreuznach | Landkreis Bad Kreuznach       | 668                         | stamaonline.de                          |
| 50614       | GY       | Burggymnasium Kaiserslautern | Kaiserslautern                | 779                         | burg-kl.de                              |
| 50627       | GY       | Gymnasium auf der Karthause Koblenz | Koblenz                       | 886                         | gymnasium-karthause.de                  |
| 50644       | GY       | Gymnasium auf dem Asterstein Koblenz | Koblenz                       | 649                         | gymnasium-asterstein.de                 |
| 50657       | GY       | Friedrich-Spee-Gymnasium | Trier                         | 655                         | fsg-trier.de                            |
| 50660       | GY       | Gymnasium Konz | Landkreis Trier-Saarburg      | 801                         | gymnasium-konz.de                       |
| 50673       | GY       | Hans-Purrmann-Gymnasium Speyer | Speyer                        | 1079                        | hpg-speyer.de                           |
| 50687       | GY       | Helmholtz-Gymnasium Zweibrücken | Zweibrücken                   | 1022                        | helmholtz-zweibruecken.de               |
| 50690       | GY       | Herzog-Johann-Gymnasium Simmern | Rhein-Hunsrück-Kreis          | 1047                        | hjg-sim.de                              |
| 50717       | GY       | Hilda-Gymnasium Koblenz | Koblenz                       | 888                         | hilda-gymnasium.de                      |
| 50720       | GY       | Humboldt-Gymnasium | Trier                         | 952                         | hgt-trier.de                            |
| 50734       | GY       | Hohenstaufen-Gymnasium Kaiserslautern | Kaiserslautern                | 1125                        | hsg-kl.de                               |
| 50747       | GY       | Käthe-Kollwitz-Gymnasium Neustadt | Neustadt an der Weinstraße    | 896                         | kkg-nw.de                               |
| 50750       | GY       | Kant-Gymnasium Boppard | Rhein-Hunsrück-Kreis          | 576                         | kant-gymnasium-boppard.de               |
| 50763       | GY       | Karolinen-Gymnasium Frankenthal | Frankenthal (Pfalz)           | 1095                        | karolinen-gymnasium.de                  |
| 50777       | GY       | Kopernikus-Gymnasium Wissen | Landkreis Altenkirchen        | 826                         | gymnasium-wissen.de                     |
| 50780       | GY       | Kurfürst-Balduin-Gymnasium Münstermaifeld | Landkreis Mayen-Koblenz       | 762                         | kubagym.org                             |
| 50793       | GY       | Kurfürst-Ruprecht-Gymnasium Neustadt | Neustadt an der Weinstraße    | 742                         | krg-nw.de                               |
| 50807       | GY       | Kurfürst-Salentin-Gymnasium Andernach | Landkreis Mayen-Koblenz       | 750                         | ksgandernach.de                         |
| 50810       | GY       | Leibniz-Gymnasium Neustadt | Neustadt an der Weinstraße    | 940                         | lg-nw.de                                |
| 50824       | GY       | Leininger-Gymnasium Grünstadt | Landkreis Bad Dürkheim        | 1026                        | leiningergymnasium.de                   |
| 50837       | GY       | Lina-Hilger-Gymnasium Bad Kreuznach | Landkreis Bad Kreuznach       | 1045                        | lihi-kh.de                              |
| 50840       | GY       | Martin-von-Cochem-Gymnasium Cochem | Landkreis Cochem-Zell         | 528                         | gymnasium-cochem.de                     |
| 50853       | GY       | Martinus-Gymnasium Linz | Landkreis Neuwied             | 782                         | martinus-gymnasium.de                   |
| 50867       | GY       | Max-Planck-Gymnasium | Trier                         | 1029                        | mpg-trier.de                            |
| 50870       | GY       | Max-Planck-Gymnasium Ludwigshafen | Ludwigshafen am Rhein         | 726                         | mpglu.de                                |
| 50883       | GY       | Max-von-Laue-Gymnasium Koblenz | Koblenz                       | 754                         | mvlg.de                                 |
| 50897       | GY       | Marion-Dönhoff-Gymnasium im Schulzentrum Lahnstein | Rhein-Lahn-Kreis              | 363                         | mdg-lahnstein.de                        |
| 50900       | GY       | Gymnasium Traben-Trarbach | Landkreis Bernkastel-Wittlich | 359                         | gymtt.de                                |
| 50914       | GY       | Geschwister-Scholl-Gymnasium | Landkreis Vulkaneifel         | 631                         | gsg-daun.de                             |
| 50927       | GY       | Wilhelm-Hofmann-Gymnasium St. Goarshausen | Rhein-Lahn-Kreis              | 659                         | whg-web.de                              |
| 50930       | GY       | Sophie-Hedwig-Gymnasium im Schulzentrum Diez | Rhein-Lahn-Kreis              | 703                         | shgym-diez.de                           |
| 50943       | GY       | Megina-Gymnasium Mayen | Landkreis Mayen-Koblenz       | 999                         | megina-gymnasium-mayen.de               |
| 50957       | GY       | Gymnasium Hermeskeil | Landkreis Bernkastel-Wittlich | 687                         | gymherm.de                              |
| 50960       | GY       | Gymnasium Saarburg | Landkreis Trier-Saarburg      | 1063                        | gymnasium-saarburg.de                   |
| 50973       | GY       | Max-Slevogt-Gymnasium Landau | Landkreis Südliche Weinstraße | 839                         | msg-landau.de                           |
| 50987       | GY       | Gymnasium zu St. Katharinen Oppenheim | Landkreis Mainz-Bingen        | 1428                        | gym-oppenheim.de                        |
| 50990       | GY       | Gymnasium Kirn | Landkreis Bad Kreuznach       | 524                         | gym-kirn.de                             |
| 51005       | GY       | Emanuel-Felke-Gymnasium Bad Sobernheim | Landkreis Bad Kreuznach       | 493                         | emanuel-felke-gymnasium.de              |
| 51018       | GY       | Gymnasium Birkenfeld | Landkreis Birkenfeld          | 692                         | gymnasium-birkenfeld.de                 |
| 51021       | GY       | Gymnasium an der Heinzenwies Idar-Oberstein | Landkreis Birkenfeld          | 634                         | heinzenwies.de                          |
| 51034       | GY       | Wilhelm-Remy-Gymnasium Bendorf | Landkreis Mayen-Koblenz       | 731                         | wrg-online.de                           |
| 51048       | GY       | Konrad-Adenauer-Gymnasium Westerburg | Westerwaldkreis               | 825                         | kag-westerburg.de                       |
| 51051       | GY       | Heinrich-Böll-Gymnasium im Schulzentrum Mundenheim | Ludwigshafen am Rhein         | 396                         | hbg-lu.com                              |
| 51064       | GY       | Otto-Schott Gymnasium Mainz-Gonsenheim | Mainz                         | 1194                        | osg-mainz.de                            |
| 51078       | GY       | Hofenfels-Gymnasium Zweibrücken | Zweibrücken                   | 579                         | hofenfels.de                            |
| 51081       | GY       | Elisabeth-Langgässer-Gymnasium Alzey | Landkreis Alzey-Worms         | 1241                        | elg-alzey.de                            |
| 51094       | GY       | Werner-Heisenberg-Gymnasium Bad Dürkheim | Landkreis Bad Dürkheim        | 1031                        | whgonline.de                            |
| 51108       | GY       | Johann-Wolfgang-Goethe-Gymnasium Germersheim | Landkreis Germersheim         | 1052                        | goethe-gym-ger.de                       |
| 51111       | GY       | Europa Gymnasium Wörth | Landkreis Germersheim         | 1464                        | egwoerth.de                             |
| 51124       | GY       | Sickingen-Gymnasium Landstuhl | Landkreis Kaiserslautern      | 855                         | sickingengymnasium.de                   |
| 51138       | GY       | Veldenz Gymnasium Lauterecken | Landkreis Kusel               | 385                         | veldenzgymnasium.de                     |
| 51141       | GY       | Gymnasium im Alfred-Grosser-Schulzentrum Bad Bergzabern | Landkreis Südliche Weinstraße | 947                         | schulebza.de                            |
| 51154       | GY       | Nikolaus-von-Kues-Gymnasium | Landkreis Bernkastel-Wittlich | 742                         | nikolaus-von-kues-gymnasium.de          |
| 51168       | GY       | Nordpfalzgymnasium Kirchheimbolanden | Donnersbergkreis              | 901                         | nordpfalzgymnasium.de                   |
| 51171       | GY       | Otfried-von-Weißenburg-Gymnasium Dahn | Landkreis Südwestpfalz        | 462                         | owg-dahn.de                             |
| 51184       | GY       | Otto-Hahn-Gymnasium Landau | Landkreis Südliche Weinstraße | 899                         | ohg-landau.de                           |
| 51198       | GY       | Regino-Gymnasium | Eifelkreis Bitburg-Prüm       | 765                         | regino-gym.de                           |
| 51201       | GY       | Rhein-Gymnasium Sinzig | Landkreis Ahrweiler           | 720                         | rhein-gymnasium-sinzig.de               |
| 51214       | GY       | Rhein-Wied-Gymnasium Neuwied | Landkreis Neuwied             | 1030                        | rwg-neuwied.de                          |
| 51228       | GY       | Sebastian-Münster-Gymnasium Ingelheim | Landkreis Mainz-Bingen        | 1751                        | smg-ingelheim.de                        |
| 51231       | GY       | St.-Matthias-Gymnasium | Landkreis Vulkaneifel         | 549                         | sankt-matthias-gymnasium.de             |
| 51244       | GY       | St.-Willibrord-Gymnasium | Eifelkreis Bitburg-Prüm       | 681                         | st-willi.de                             |
| 51258       | GY       | Stefan-George-Gymnasium Bingen | Landkreis Mainz-Bingen        | 1238                        | sgg-bingen.de                           |
| 51261       | GY       | Theodor-Heuss-Gymnasium Ludwigshafen | Ludwigshafen am Rhein         | 716                         | thg-lu.de                               |
| 51274       | GY       | Werner-Heisenberg-Gymnasium Neuwied | Landkreis Neuwied             | 880                         | whgneuwied.de                           |
| 51288       | GY       | Westerwald-Gymnasium Altenkirchen | Landkreis Altenkirchen        | 876                         | westerwald-gymnasium.de                 |
| 51291       | GY       | Wilhelm-Erb-Gymnasium Winnweiler | Donnersbergkreis              | 513                         | weg-winnweiler.de                       |
| 51304       | GY       | Peter-Joerres-Gymnasium Bad Neuenahr-Ahrweiler | Landkreis Ahrweiler           | 872                         | pjg-aw.de                               |
| 51318       | GY       | Thomas-Morus-Gymnasium | Landkreis Vulkaneifel         | 464                         | tmg-daun.de                             |
| 51321       | GY       | Priv. Theresianum-Gymnasium Mainz | Mainz                         | 933                         | theresianum-mainz.de                    |
| 51334       | GY       | Priv. Vinzenz-von-Paul-Gymnasium | Eifelkreis Bitburg-Prüm       | 207                         | vvpg.de                                 |
| 51348       | GY       | Gymnasium im Kannenbäckerland Höhr-Grenzhausen | Westerwaldkreis               | 472                         | gik-hg.de                               |
| 51351       | GY       | Wiedtal-Gymnasium Neustadt/Wied | Landkreis Neuwied             | 886                         | wiedtal-gymnasium.de                    |
| 51364       | GY       | Gymnasium Nieder-Olm | Landkreis Mainz-Bingen        | 1691                        | gymno.de                                |
| 51378       | GY       | Gymnasium im Paul-von-Denis-Schulzentrum Schifferstadt | Rhein-Pfalz-Kreis             | 1064                        | gym-schiff.info                         |
| 51381       | GY       | Wilhelm-von-Humboldt-Gymnasium Ludwigshafen | Ludwigshafen am Rhein         | 720                         | whg-lu.de                               |
| 51395       | GY       | Hannah-Arendt-Gymnasium Haßloch | Landkreis Bad Dürkheim        | 643                         | hagh.net                                |
| 51408       | GY       | PAMINA-Schulzentrum Kooperative Gesamtschule Herxheim – Gymnasium - | Landkreis Südliche Weinstraße | 592                         | pamina-schulzentrum.de                  |
| 51411       | GY       | Reichswald-Gymnasium Ramstein-Miesenbach | Landkreis Kaiserslautern      | 902                         | reichswald-gymnasium.de                 |
| 51425       | GY       | Dietrich-Bonhoeffer-Gymnasium | Landkreis Trier-Saarburg      | 459                         | dbg-schweich.de                         |
| 51438       | GY       | Evangelisches Gymnasium Bad Marienberg – staatlich anerkanntes Ganztagsgymnasium (Ersatzschule) | Westerwaldkreis               | 766                         | evgbm.net                               |
| 51441       | GY       | Gymnasium Edenkoben | Landkreis Südliche Weinstraße | 849                         | gymnasium-edenkoben.de                  |
| 51455       | GY       | Lise-Meitner-Gymnasium G8GTS | Rhein-Pfalz-Kreis             | 830                         | lmg-maxdorf.de                          |
| 51468       | GY       | Gymnasium Nackenheim | Landkreis Mainz-Bingen        | 677                         | gymnasium-nackenheim.de                 |
| 51471       | GY       | Stefan-Andres-Gymnasium | Landkreis Trier-Saarburg      | 1273                        | sag-schweich.de                         |
| 51485       | GY       | Gymnasium Mainz-Oberstadt | Mainz                         | 1188                        | gymnasium-oberstadt.de                  |
| 51498       | GY       | Ausonius-Gymnasium Kirchberg/Hunsrück | Rhein-Hunsrück-Kreis          | 776                         | kgs-kirchberg.de                        |
| 51501       | GY       | Privates Gymnasium Raiffeisen-Campus Staatlich anerkanntes Ganztagsgymnasium (Ersatzschule) in Trägerschaft der Raiffeisen-Campus eG                                                                                              | Westerwaldkreis               | 362                         | raiffeisen-campus.de                    |
| 51515       | GY       | Mittelrhein-Gymnasium im Schulzentrum Mülheim-Kärlich | Landkreis Mayen-Koblenz       | 779                         | gymnasium-muelheim-kaerlich.de          |
| 51528       | GY       | Staatl. genehmigtes Gymnasium St. Matthias | Eifelkreis Bitburg-Prüm       | 380                         | st-matthias.de                          |
| 51531       | GY       | Privates Gymnasium Oranien-Campus Altendiez | Rhein-Lahn-Kreis              | 357                         | campus-altendiez.de                     |
| 51545       | GY       | Privates Gymnasium Leifheit-Campus Nassau Staatlich genehmigtes Ganztagsgymnasium (Ersatzschule) in Trägerschaft der Leifheit-Campus eG Nassau                                                                                    | Rhein-Lahn-Kreis              | 352                         | leifheit-campus.de                      |
| 51558       | GY       | Genossenschaftliches Gymnasium Speicher | Eifelkreis Bitburg-Prüm       | 221                         | gymnasium-speicher.de                   |
| 51561       | GY       | Gymnasium Mainz-Mombach | Mainz                         |                             |                                         |
| 51575       | GY       | Hildegardis-Schule Bingen | Landkreis Mainz-Bingen        |                             |                                         |
| 59000       | KOLL/AGY | Ketteler-Kolleg und -Abendgymnasium | Mainz                         | 187                         | ketteler-kolleg.de                      |
| 59013       | KOLL/AGY | Staatl. Koblenz-Kolleg Koblenz | Koblenz                       | 110                         | koblenz-kolleg.de                       |
| 59026       | KOLL/AGY | Staatliches Pfalz-Kolleg und -Abendgymnasium Speyer | Speyer                        | 62                          | pfalz-kolleg.de                         |
| 59043       | KOLL     | Eifel-Kolleg | Eifelkreis Bitburg-Prüm       | 32                          | eifel-kolleg.de                         |
| 60003       | BBS      | Augustin-Violet-Schule Berufsbildende Schule für Gehörlose und Schwerhörige | Frankenthal (Pfalz)           | 66                          | pfalzinstitut-frankenthal.de            |
| 60046       | BBS      | Berufsbildende Schule des Landkreises Ahrweiler | Landkreis Ahrweiler           | 2371                        | bbs-ahrweiler.de                        |
| 60059       | BBS      | Berufsbildende Schule Wissen | Landkreis Altenkirchen        | 1472                        | bbs-wissen.de                           |
| 60062       | BBS      | Berufsbildende Schule Kirn | Landkreis Bad Kreuznach       | 600                         | bbs-kirn.de                             |
| 60076       | BBS      | Berufsbildende Schule Cochem | Landkreis Cochem-Zell         | 1024                        | bbs-cochem.de                           |
| 60089       | BBS      | Berufsbildende Schule Mayen | Landkreis Mayen-Koblenz       | 1814                        | bbs-mayen.de                            |
| 60092       | BBS      | Berufsbildende Schule Linz | Landkreis Neuwied             | 982                         | bbs-linz.de                             |
| 60106       | BBS      | Berufsbildende Schule Westerburg | Westerwaldkreis               | 2433                        | bbs-westerburg.de                       |
| 60119       | BBS      | Berufsbildende Schule Boppard | Rhein-Hunsrück-Kreis          | 1058                        | bbs-boppard.de                          |
| 60122       | BBS      | Berufsbildende Schule Simmern | Rhein-Hunsrück-Kreis          | 1599                        | bbs-simmern.de                          |
| 60136       | BBS      | Nicolaus-August-Otto-Schule Berufsbildende Schule Diez | Rhein-Lahn-Kreis              | 941                         | naos-diez.de                            |
| 60149       | BBS      | Berufsbildende Schule Lahnstein | Rhein-Lahn-Kreis              | 1000                        | bbs-lahnstein.de                        |
| 60152       | BBS      | Berufsbildende Schule Montabaur | Westerwaldkreis               | 2136                        | bbs-montabaur.de                        |
| 60179       | BBS      | Berufsbildende Schule Bernkastel-Kues | Landkreis Bernkastel-Wittlich | 939                         | bbs-bks.de                              |
| 60182       | BBS      | Berufsbildende Schule Wittlich | Landkreis Bernkastel-Wittlich | 1211                        | bbs-wittlich.de                         |
| 60196       | BBS      | Theobald-Simon-Schule Berufsbildende Schule | Eifelkreis Bitburg-Prüm       | 1138                        | tssbit.de                               |
| 60209       | BBS      | Berufsbildende Schule Prüm | Eifelkreis Bitburg-Prüm       | 833                         | bbspruem.de                             |
| 60212       | BBS      | Berufsbildende Schule Vulkaneifel | Landkreis Vulkaneifel         | 1316                        | bbs-vulkaneifel.de                      |
| 60226       | BBS      | Berufsbildende Schule Andreas-Albert-Schule | Frankenthal (Pfalz)           | 1015                        | andreas-albert-schule.de                |
| 60239       | BBS      | Berufsbildende Schule Landau | Landkreis Südliche Weinstraße | 1968                        | bbslandau.de                            |
| 60242       | BBS      | Berufsbildende Schule Neustadt/W. | Neustadt an der Weinstraße    | 1924                        | bbs-nw.de                               |
| 60256       | BBS      | Berufsbildende Schule Pirmasens | Pirmasens                     | 1384                        | BBSPirmasens.de                         |
| 60272       | BBS      | Berufsbildende Schule Speyer | Speyer                        | 1561                        | bbs-speyer.de                           |
| 60286       | BBS      | Berufsbildende Schule Zweibrücken Ignaz-Roth-Schule | Zweibrücken                   | 1085                        | bbs-zw.de                               |
| 60299       | BBS      | BBS Alzey | Landkreis Alzey-Worms         | 951                         | bbs-alzey.net                           |
| 60302       | BBS      | Berufsbildende Schule Donnersbergkreis | Donnersbergkreis              | 1315                        | bbs-donnersbergkreis.de                 |
| 60316       | BBS      | Berufsbildende Schule Germersheim | Landkreis Germersheim         | 1737                        | bbs-germersheim.de                      |
| 60329       | BBS      | Berufsbildende Schule Schulzentrum Kusel | Landkreis Kusel               | 664                         | bbs-kusel.de                            |
| 60346       | BBS      | BBS Bingen | Landkreis Mainz-Bingen        | 1171                        | bbs-bingen.de                           |
| 60359       | BBS      | Berufsbildende Schule Ingelheim | Landkreis Mainz-Bingen        | 1417                        | bbs-ingelheim.de                        |
| 60362       | BBS      | Berufsbildende Schule Rodalben | Landkreis Südwestpfalz        | 928                         | bbs-rodalben.de                         |
| 60389       | BBS      | Maria Ward-Schule Berufsbildende Schule | Mainz                         |                             | mws-mainz.de                            |
| 60392       | BBS      | Berufsbildende Schule Technik Koblenz | Koblenz                       | 2543                        | bbs-technik-koblenz.de                  |
| 60419       | BBS      | BBS Bad Dürkheim | Landkreis Bad Dürkheim        | 1121                        | bbs-duew.de                             |
| 60422       | BBS      | Berufsbildende Schule Landstuhl | Landkreis Kaiserslautern      | 1130                        | bbs-landstuhl.de                        |
| 60436       | BBS      | Private Berufsbildende Schule am Jugendwerk St. Josef Landau | Landkreis Südliche Weinstraße | 210                         | jugendwerk-st-josef.de                  |
| 60449       | BBS      | Berufsbildende Schule I Technik Kaiserslautern | Kaiserslautern                | 2640                        | bbs1-kl.de                              |
| 60452       | BBS      | Julius-Wegeler-Schule Berufsbildende Schule | Koblenz                       | 2612                        | julius-wegeler-schule.de                |
| 60466       | BBS      | Berufsbildende Schule II – Wirtschaft und Soziales | Kaiserslautern                | 2442                        | bbsii-kl.de                             |
| 60479       | BBS      | Berufsbildende Schule Kaiserslautern Meisterschule für Handwerker | Kaiserslautern                | 633                         | mhk-kl.de                               |
| 60512       | BBS      | Dr. Zimmermannsche Wirtschaftsschule Koblenz | Koblenz                       | 0                           | zimmermannsche.de                       |
| 60556       | BBS      | Private staatlich anerkannte Fachschule für Altenpflege | Trier                         | 24                          | bildungszentrum-eifel-mosel.de          |
| 60569       | BBS      | Private staatlich anerkannte Fachschule für Altenpflege, Bethesda Landau | Landkreis Südliche Weinstraße | 140                         | diakonissen.de                          |
| 60585       | BBS      | Private berufsbildende Schule der Stiftung kreuznacher Diakonie, Fachschule für Sozialwesen – Fachrichtung Heilerziehungspflege, staatlich anerkannte Ersatzschule                                                                | Landkreis Bad Kreuznach       | 374                         | fachschulen.kreuznacherdiakonie.de      |
| 60602       | BBS      | Fachschule für Sozialwesen der Evang. Diakonissenanstalt Speyer Bildungsgang für Erzieher | Speyer                        | 352                         | diakonissen.de                          |
| 60616       | BBS      | Private Berufsbildende Schule Fachschule für Sozialpädagogik | Landkreis Kaiserslautern      |                             | nvw-landstuhl.de                        |
| 60662       | BBS      | Geschwister-Scholl-Schule -Berufsbildende Schule- | Landkreis Trier-Saarburg      | 1115                        | bbs-saarburg.de                         |
| 60675       | BBS      | Berufsbildende Schule I Gewerbe und Technik | Mainz                         | 3064                        | bbs1-mainz.de                           |
| 60689       | BBS      | Harald-Fissler-Schule, Berufsbildende Schule Idar-Oberstein | Landkreis Birkenfeld          | 1727                        | bbs-io.de                               |
| 60692       | BBS      | Berufsbildende Schule Gewerbe und Technik Neuwied | Landkreis Neuwied             | 2380                        | drsneuwied.de                           |
| 60706       | BBS      | Landesschule für Gehörlose und Schwerhörige (Berufsbildend Schule) Neuwied | Landkreis Neuwied             | 23                          | lgs-neuwied.de                          |
| 60719       | BBS      | Berufsbildende Schule für Gestaltung und Technik | Trier                         | 2351                        | bbsgut-trier.de                         |
| 60722       | BBS      | Berufsbildende Schule Naturwissenschaften im Georg Kerschensteiner Berufsbildungszentrum | Ludwigshafen am Rhein         | 1422                        | n.bbslu.de                              |
| 60749       | BBS      | Berufsbildende Schule Technik-Gewerbe-Hauswirtschaft-Sozialwesen Bad Kreuznach | Landkreis Bad Kreuznach       | 1749                        | bbstghs.de                              |
| 60752       | BBS      | Karl-Hofmann-Schule Berufsbildende Schule Worms | Worms                         | 1475                        | khsw.biz-worms.de                       |
| 60782       | BBS      | Berufsbildende Schule Mainz II Hauswirtschaft und Sozialwesen Sophie-Scholl-Schule | Mainz                         | 1063                        | bbs2-mainz.de                           |
| 60809       | BBS      | Anna-Freud-Schule Berufsbildende Schule, Sozialwesen, Gesundheit und Hauswirtschaft | Ludwigshafen am Rhein         | 909                         | sozhw-bbslu.de                          |
| 60826       | BBS      | BBS für Ernährung Hauswirtschaft und Sozialpflege | Trier                         | 1443                        | bbs-ehs-trier.de                        |
| 60902       | BBS      | St. Helena – Schule Trier Berufsbildende Schule in Trägerschaft des Bistums Trier – staatlich anerkannt – Höhere Berufsfachschule Sozialassistenz Fachschule Sozialwesen mit den Fachrichtungen Sozialpädagogik und Heilpädagogik | Trier                         | 196                         | BBS-Helena-Trier.de                     |
| 60916       | BBS      | Kaufmännische Privatschule Eberhard | Trier                         | 0                           | privatschule-eberhard.de                |
| 60929       | BBS      | Berufsbildende Schule Wirtschaft | Worms                         | 949                         | bbsw.biz-worms.de                       |
| 60932       | BBS      | BBS für Wirtschaft | Trier                         | 2428                        | bbsw-trier.de                           |
| 60945       | BBS      | Berufsbildende Schule III Mainz – Wirtschaft, Verwaltung und Gesundheit | Mainz                         | 3047                        | bbs3-mz.de                              |
| 60959       | BBS      | Berufsbildende Schule Wirtschaft Koblenz | Koblenz                       | 2854                        | bbsw-koblenz.de                         |
| 60962       | BBS      | Berufsbildende Schule Wirtschaft Bad Kreuznach | Landkreis Bad Kreuznach       | 1150                        | bbswkh.de                               |
| 61730       | BBS      | DLR Rheinpfalz Berufsbildende Schule für Weinbau und Gartenbau | Neustadt an der Weinstraße    | 398                         | dlr-rheinpfalz.rlp.de                   |
| 61816       | BBS      | Landesschule für Blinde und Sehbehinderte | Landkreis Neuwied             | 15                          | blindenschule-neuwied.de                |
| 61846       | BBS      | DLR Rheinhessen-Nahe-Hunsrück Berufsbildende Schule für Agrarwirtschaft | Landkreis Bad Kreuznach       | 708                         | dlr-rnh.rlp.de                          |
| 61859       | BBS      | DLR Mosel – Berufsbildende Schule für Weinbau | Landkreis Bernkastel-Wittlich | 64                          |                                         |
| 61894       | BBS      | DLR Eifel – Berufsbildende Schule Agrarwirtschaft | Eifelkreis Bitburg-Prüm       | 123                         | dlr-eifel.rlp.de                        |
| 62028       | BBS      | Private BBS Landstuhl Haus Nazareth | Landkreis Kaiserslautern      |                             | schule-haus-nazareth.de                 |
| 62031       | BBS      | Steinhöfelschule gGmbH | Landkreis Mainz-Bingen        | 0                           | steinhoefelschule.de                    |
| 62088       | BBS      | Hildegardisschule – Berufsbildende Schule | Landkreis Mainz-Bingen        | 0                           | fh-bingen.de                            |
| 62135       | BBS      | Naturwissenschaftliches Technikum Dr. Künkele | Landkreis Südliche Weinstraße | 25                          | ntk-schule.de                           |
| 62181       | BBS      | Priv. Berufsbildende Schule der Salesianer Don Boscos | Landkreis Trier-Saarburg      | 99                          |                                         |
| 62255       | BBS      | Private Handelsschule Dr. H. Stracke Ludwigshafen | Ludwigshafen am Rhein         | 189                         | phs-lu.de                               |
| 62358       | BBS      | Private staatlich anerkannte Ersatzschule der Heinrich-Haus gGmbH Neuwied | Landkreis Neuwied             | 462                         | bbs-heinrich-haus.de                    |
| 62361       | BBS      | Private staatl. anerkannte Fachschule f. Altenpflege des Caritasverbandes d. Diözese Speyer | Ludwigshafen am Rhein         | 149                         |                                         |
| 62481       | BBS      | Hildegard-von-Bingen-Schule Koblenz Priv. Fachschule für Sozialwesen | Koblenz                       | 222                         | bbs-hvb-koblenz.de                      |
| 62508       | BBS      | Priv. Fachschulen Technik Birkenfeld | Landkreis Birkenfeld          | 52                          | el-stift.de                             |
| 62555       | BBS      | Berufsbildende Schule Wirtschaft Neuwied – Ludwig-Erhard-Schule - | Landkreis Neuwied             | 1995                        | les-neuwied.de                          |
| 62781       | BBS      | Berufsbildende Schule Höhr-Grenzhausen – Fachschule Keramik | Westerwaldkreis               | 42                          | fs-keramik.de                           |
| 62808       | BBS      | Balthasar-Neumann-Technikum Berufsbildende Schule | Trier                         | 643                         | /bnt-trier.com                          |
| 62811       | BBS      | Berufsbildende Schule Mainz IV Gustav-Stresemann-Wirtschaftsschule | Mainz                         | 642                         | gsw-mainz.de                            |
| 62958       | BBS      | Berufsbildende Schule Andernach | Landkreis Mayen-Koblenz       | 1598                        | august-horch-schule.de                  |
| 63052       | BBS      | Steinhöfelschule gGmbH | Mainz                         | 252                         | steinhoefelschule.de                    |
| 63588       | BBS      | Berufsbildende Schule Wirtschaft I Ludwigshafen | Ludwigshafen am Rhein         | 1523                        | bbsw-lu.de                              |
| 63592       | BBS      | Berufsbildende Schule Wirtschaft II Ludwigshafen | Ludwigshafen am Rhein         | 1718                        | bbsw2-lu.de                             |
| 63605       | BBS      | Berufsbildende Schule Technik I Ludwigshafen | Ludwigshafen am Rhein         | 2881                        | t1.bbslu.de                             |
| 63619       | BBS      | Berufsbildende Schule Technik II Ludwigshafen | Ludwigshafen am Rhein         | 1805                        | t2.bbslu.de                             |
| 63678       | BBS      | BBS Südliche Weinstraße | Landkreis Südliche Weinstraße | 1578                        | bbs-suew.de                             |
| 63682       | BBS      | Priv. Fachschule für Familien- u. Altenpflege | Landkreis Birkenfeld          | 103                         |                                         |
| 63755       | BBS      | Berufsbildende Schule Betzdorf-Kirchen | Landkreis Altenkirchen        | 1398                        | bbs-betzdorf-kirchen.de                 |
| 64150       | BBS      | Staatl. anerkannte Berufsschule im DRK-Berufsbildungswerk Worms | Worms                         | 396                         | bbw-worms.drk.de                        |
| 64627       | BBS      | Private staatl. genehmigte Fachschule für Altenpflege | Landkreis Vulkaneifel         | 186                         | krankenhaus-daun.de                     |
| 64643       | BBS      | Private Berufsbildende Schule des DRK LV RLP e. V. | Landkreis Alzey-Worms         | 288                         | bbs-drk.de                              |
| 64660       | BBS      | Europäisches Berufsbildungswerk | Eifelkreis Bitburg-Prüm       | 240                         |                                         |
| 64687       | BBS      | Ludwig Fresenius Schulen Koblenz | Koblenz                       | 73                          | ludwig-fresenius.de                     |
| 64703       | BBS      | CEB – Private Fachschule für Altenpflege und Altenpflegehilfe | Trier                         | 49                          | ceb-akademie.de                         |
| 64747       | BBS      | Katholische Berufsbildende Schule Mainz | Mainz                         | 478                         | kbs-mainz.de                            |
| 64750       | BBS      | Altenpflegeschule Bitburg | Eifelkreis Bitburg-Prüm       | 68                          | schwesternverband.de                    |
| 64763       | BBS      | BBS Böhl-Iggelheim | Rhein-Pfalz-Kreis             |                             |                                         |
| 65228       | BBS      | Pflegeschule am Heinrich-Haus – private staatlich anerkannte Ersatzschule | Landkreis Neuwied             | 40                          |                                         |
| 65231       | BBS      | Bischof-von-Weis-Schule, Private Berufsbildende Schule Landstuhl | Landkreis Kaiserslautern      | 0                           |                                         |
| 65240       | BBS      | Bildungszentrum für Berufe im Gesundheits- und Sozialwesen Eifel-Mosel – Wittlich | Landkreis Bernkastel-Wittlich |                             |                                         |
| 65258       | BBS      | Schulen für Gesundheits- und Pflegeberufe der Stiftung kreuznacher diakonie | Landkreis Bad Kreuznach       |                             | kreuznacherdiakonie.de                  |
| 65261       | BBS      | Schule für Pflegeberufe am DRK Krankenhaus Kirchen | Landkreis Altenkirchen        |                             | drk-kh-kirchen.de                       |
| 65274       | BBS      | Nardini-Pflegeschule am Vinzentius-Krankenhaus | Landkreis Südliche Weinstraße |                             | vinzentius.de                           |
| 65288       | BBS      | Bildungszentrum für Gesundheitsberufe Mainz | Mainz                         |                             | bildungszentrum-mainz.de                |
| 65291       | BBS      | Ausbildungszentrum Gesundheit und Pflege der Universitätsmedizin Mainz | Mainz                         |                             | unimedizin-mainz.de                     |
| 65305       | BBS      | Rheinisches Bildungszentrum für Berufe im Gesundheitswesen der Marienhaus Kliniken GmbH – Pflegeschule | Landkreis Neuwied             |                             | rheinisches-bildungszentrum.de          |
| 65318       | BBS      | Pflegefachschule der Kreiskrankenhaus St. Franziskus Saarburg GmbH | Landkreis Trier-Saarburg      |                             | kh-saarburg.de                          |
| 65321       | BBS      | Diakonissen Pflegeschule Speyer | Speyer                        |                             | diakonissen.de                          |
| 65335       | BBS      | Zentrale Ausbildungsstätte für Pflegeberufe Rheinhessen/Pfalz (ZAfP) | Worms                         |                             | klinikum-worms.de                       |
| 65348       | BBS      | Karl-Borromäus-Schule des Klinikums Mutterhaus der Borromäerinnen | Trier                         |                             | karriere-mutterhaus.de                  |
| 65351       | BBS      | Bildungszentrum des Pfalzklinikums Klingenmünster | Landkreis Südliche Weinstraße |                             | karriere.pfalzklinikum.de               |
| 65364       | BBS      | Pflegeschule am St.-Joseph-Krankenhaus | Eifelkreis Bitburg-Prüm       |                             | krankenhaus-pruem.de                    |
| 65471       | BBS      | DRK-Bildungszentrum für Gesundheitsberufe am DRK-Krankenhaus Altenkirchen-Hachenburg | Westerwaldkreis               |                             |                                         |
| 65484       | BBS      | Schule für Gesundheitsfachberufe | Landkreis Birkenfeld          |                             |                                         |
| 65498       | BBS      | Marien Pflegeschule Cochem – Schule für Gesundheitsfachberufe | Landkreis Cochem-Zell         |                             |                                         |
| 70005       | IGS      | Integrierte Gesamtschule Bertha-von-Suttner Kaiserslautern | Kaiserslautern                | 1185                        | von-suttner-igs.de                      |
| 70018       | IGS      | Integrierte Gesamtschule Kastellaun | Rhein-Hunsrück-Kreis          | 1193                        | igs-kastellaun.de                       |
| 70021       | IGS      | Integrierte Gesamtschule Ernst Bloch | Ludwigshafen am Rhein         | 1157                        | igs-ernstbloch.de                       |
| 70035       | IGS      | Integrierte Gesamtschule Mainz-Bretzenheim | Mainz                         | 1370                        | igsmz.net                               |
| 70048       | IGS      | Integrierte Gesamtschule Kurt Schumacher Ingelheim | Landkreis Mainz-Bingen        | 953                         | igs-ingelheim.de                        |
| 70051       | IGS      | Integrierte Gesamtschule Mutterstadt | Rhein-Pfalz-Kreis             | 850                         | igs-mutterstadt.bildung-rp.de           |
| 70065       | IGS      | Georg-Forster-Gesamtschule Wörrstadt | Landkreis Alzey-Worms         | 873                         | gfg-woerrstadt.de                       |
| 70078       | IGS      | Integrierte Gesamtschule Enkenbach-Alsenborn | Landkreis Kaiserslautern      | 814                         | igs-enkenbach-alsenborn.de              |
| 70081       | IGS      | Integrierte Gesamtschule Otterberg | Landkreis Kaiserslautern      | 651                         | BvonA-igs-otterberg.de                  |
| 70095       | IGS      | Integrierte Gesamtschule Kandel | Landkreis Germersheim         | 797                         | igs-kandel.de                           |
| 70108       | IGS      | Integrierte Gesamtschule Goetheschule | Kaiserslautern                | 506                         | goetheschulekl.de                       |
| 70112       | IGS      | Integrierte Gesamtschule Horhausen | Landkreis Altenkirchen        | 810                         | igs-horhausen.de                        |
| 70125       | IGS      | Integrierte Gesamtschule Hamm Friedrich-Wilhelm-Raiffeisen-Schule | Landkreis Altenkirchen        | 800                         | igs-hamm-sieg.de                        |
| 70138       | IGS      | Integrierte Gesamtschule Koblenz | Koblenz                       | 812                         | igskoblenz.de                           |
| 70141       | IGS      | Integrierte Gesamtschule Rockenhausen | Donnersbergkreis              | 788                         | igs-rockenhausen.de                     |
| 70155       | IGS      | Integrierte Gesamtschule Stromberg | Landkreis Bad Kreuznach       | 867                         | igs-stromberg.de                        |
| 70168       | IGS      | Integrierte Gesamtschule Ludwigshafen Gartenstadt | Ludwigshafen am Rhein         | 775                         | igsluga.de                              |
| 70171       | IGS      | Integrierte Gesamtschule Thaleischweiler-Fröschen | Landkreis Südwestpfalz        | 807                         | igstf.de                                |
| 70185       | IGS      | Integrierte Gesamtschule Anna Seghers | Mainz                         | 891                         | igsas.de                                |
| 70198       | IGS      | Integrierte Gesamtschule Nieder-Olm | Landkreis Mainz-Bingen        | 879                         | igsno.de                                |
| 70202       | IGS      | Integrierte Gesamtschule Sprendlingen | Landkreis Mainz-Bingen        | 793                         | igs-gerhard-ertl.de                     |
| 70215       | IGS      | Nelly-Sachs-Integrierte Gesamtschule Worms | Worms                         | 822                         | nelly-sachs-igs.de                      |
| 70228       | IGS      | Integrierte Gesamtschule Deidesheim-Wachenheim | Landkreis Bad Dürkheim        | 824                         | igs-deiwa.de                            |
| 70231       | IGS      | Integrierte Gesamtschule Zell | Landkreis Cochem-Zell         | 682                         | igszell.de                              |
| 70245       | IGS      | Integrierte Gesamtschule Freie Montessori Schule Landau | Landau in der Pfalz           | 503                         | montessori-landau.de                    |
| 70258       | IGS      | Integrierte Gesamtschule Morbach | Landkreis Bernkastel-Wittlich | 817                         | igs-morbach.de                          |
| 70261       | IGS      | Integrierte Gesamtschule Maifeld in Polch | Landkreis Mayen-Koblenz       | 824                         | igs-maifeld.de                          |
| 70275       | IGS      | Integrierte Gesamtschule Nastätten | Rhein-Lahn-Kreis              | 836                         | igs-nastaetten.de                       |
| 70288       | IGS      | Integrierte Gesamtschule Emmelshausen | Rhein-Hunsrück-Kreis          | 602                         | igs-emmelshausen.de                     |
| 70291       | IGS      | Integrierte Gesamtschule Osthofen | Landkreis Alzey-Worms         | 836                         | igs-osthofen.de                         |
| 70305       | IGS      | Integrierte Gesamtschule Am Nanstein Landstuhl | Landkreis Kaiserslautern      | 820                         | igs-landstuhl.de                        |
| 70318       | IGS      | Daniel Theysohn Integrierte Gesamtschule Waldfischbach-Burgalben | Landkreis Südwestpfalz        | 627                         | dtigs.de                                |
| 70321       | IGS      | Integrierte Gesamtschule Contwig | Landkreis Südwestpfalz        | 798                         |                                         |
| 70335       | IGS      | Integrierte Gesamtschule Rheinzabern | Landkreis Germersheim         | 660                         | igs-rheinzabern.de                      |
| 70348       | IGS      | Integrierte Gesamtschule Rülzheim | Landkreis Germersheim         | 839                         | igs-ruelzheim.de                        |
| 70351       | IGS      | Integrierte Gesamtschule Mainz-Hechtsheim | Mainz                         | 829                         | igsac.de                                |
| 70365       | IGS      | Integrierte Gesamtschule Eisenberg | Donnersbergkreis              | 782                         | igs-eisenberg.de                        |
| 70378       | IGS      | Integrierte Gesamtschule Landau | Landau in der Pfalz           | 898                         | igs-landau.de                           |
| 70381       | IGS      | Integrierte Gesamtschule Grünstadt | Landkreis Bad Dürkheim        | 765                         | igs-gruenstadt.de                       |
| 70395       | IGS      | Integrierte Gesamtschule Ludwigshafen-Edigheim | Ludwigshafen am Rhein         | 891                         | igs-edigheim.de                         |
| 70411       | IGS      | Integrierte Gesamtschule Georg Friedrich Kolb Speyer | Speyer                        | 858                         | igs-speyer.de                           |
| 70425       | IGS      | Integrierte Gesamtschule Wörth | Landkreis Germersheim         | 805                         |                                         |
| 70438       | IGS      | Integrierte Gesamtschule – Magister Laukhard – Herrstein/Rhaunen | Landkreis Birkenfeld          | 707                         | igs-herrstein-rhaunen.de                |
| 70441       | IGS      | Integrierte Gesamtschule Schönenberg-Kübelberg/Waldmohr | Landkreis Kusel               | 850                         | igs-skw.de                              |
| 70455       | IGS      | Integrierte Gesamtschule Trier | Trier                         | 799                         | igs-trier.de                            |
| 70471       | IGS      | Integrierte Gesamtschule Sophie Sondhelm Bad Kreuznach | Landkreis Bad Kreuznach       | 953                         | igs-sophie-sondhelm.de                  |
| 70480       | IGS      | Robert Schuman Integrierte Gesamtschule Frankenthal | Frankenthal (Pfalz)           | 914                         | igs-frankenthal.de                      |
| 70485       | IGS      | Integrierte Gesamtschule Betzdorf-Kirchen Geschwister Scholl | Landkreis Altenkirchen        | 835                         | igs-betzdorf-kirchen.de                 |
| 70498       | IGS      | Integrierte Gesamtschule Johanna Loewenherz Neuwied | Landkreis Neuwied             | 790                         | igs-neuwied.de                          |
| 70501       | IGS      | Integrierte Gesamtschule Pellenz in Plaidt | Landkreis Mayen-Koblenz       | 941                         | igspellenz.de                           |
| 70515       | IGS      | Integrierte Gesamtschule Selters Oberwaldschule | Westerwaldkreis               | 832                         | igs-selters.de                          |
| 70528       | IGS      | Integrierte Gesamtschule Hermeskeil | Landkreis Bernkastel-Wittlich | 798                         | igshk.de                                |
| 70531       | IGS      | Integrierte Gesamtschule An den Rheinauen Oppenheim | Landkreis Mainz-Bingen        | 866                         | igs-oppenheim.de                        |
| 70545       | IGS      | Integrierte Gesamtschule Salmtal | Landkreis Bernkastel-Wittlich | 825                         | IGS-Salmtal.de                          |
| 70558       | IGS      | Integrierte Gesamtschule Remagen | Landkreis Ahrweiler           | 658                         | igs-remagen.de                          |
| 70561       | IGS      | Integrierte Gesamtschule am Europakreisel | Mainz                         | 576                         |                                         |
| 79005       | FWS      | Freie Waldorfschule Mainz-Finthen | Mainz                         | 371                         |                                         |
| 79018       | FWS      | Freie Waldorfschule Trier | Trier                         | 378                         | waldorfschule-trier.de                  |
| 79021       | FWS      | Freie Waldorfschule Neuwied – Staatlich genehmigte Ersatzschule – Rudolf-Steiner-Schule Mittelrhein | Landkreis Neuwied             | 388                         | waldorfschule-neuwied.de                |
| 79034       | FWS      | Freie Waldorfschule Diez – staatlich genehmigte Ersatzschule | Rhein-Lahn-Kreis              | 298                         | waldorfschule-diez.de                   |
| 79048       | FWS      | Freie Waldorfschule Frankenthal/Pfalz | Frankenthal (Pfalz)           | 395                         | fwsft.de                                |
| 79064       | FWS      | Freie Waldorfschule Westpfalz Otterberg/Pfalz | Landkreis Kaiserslautern      | 344                         | fws-otterberg.de                        |
| 79078       | FWS      | Freie Waldorfschule Hunsrück-Mosel | Rhein-Hunsrück-Kreis          | 133                         | fws-kastellaun.de                       |
| 79081       | FWS      | Freie Goetheschule Waldorfschule Neustadt | Neustadt an der Weinstraße    | 141                         | waldorfschule-neustadt.de               |
| 79108       | FWS      | Freie Waldorfschule Bad Kreuznach | Landkreis Bad Kreuznach       | 166                         | fwskh.de                                |
| 79111       | FWS      | Freie Waldorfschule Mayen | Landkreis Mayen-Koblenz       | 116                         |                                         |
| 90001       | STUDSEM  | Staatliches Studienseminar für das Lehramt an Grundschulen | Kaiserslautern                |                             | studienseminar.rlp.de                   |
| 90002       | STUDSEM  | Staatliches Studienseminar für das Lehramt an Grundschulen | Landkreis Neuwied             |                             | studienseminar.rlp.de                   |
| 90003       | STUDSEM  | Staatliches Studienseminar für das Lehramt an Grundschulen | Mainz                         |                             | seminar.rlp.de                          |
| 90004       | STUDSEM  | Staatliches Studienseminar für das Lehramt an Grundschulen | Rhein-Hunsrück-Kreis          |                             |                                         |
| 90005       | STUDSEM  | Staatliches Studienseminar für das Lehramt an Grundschulen | Trier                         |                             |                                         |
| 90006       | STUDSEM  | Staatliches Studienseminar für das Lehramt an Grundschulen Rohrbach (bis 2023 ausgelagert nach Herxheim) | Landkreis Südliche Weinstraße |                             |                                         |
| 90007       | STUDSEM  | Staatliches Studienseminar für das Lehramt an Grundschulen | Westerwaldkreis               |                             | studienseminar-westerburg.bildung-rp.de |
| 90008       | STUDSEM  | Staatliches Studienseminar für das Lehramt an Grundschulen | Landkreis Kusel               |                             |                                         |
| 90101       | STUDSEM  | Staatliches Studienseminar für das Lehramt an Realschulen plus | Kaiserslautern                |                             | studienseminar.rlp.de                   |
| 90102       | STUDSEM  | Staatliches Studienseminar für das Lehramt an Realschulen plus | Landkreis Neuwied             |                             | studienseminar.rlp.de                   |
| 90103       | STUDSEM  | Staatliches Studienseminar für das Lehramt an Realschulen plus | Trier                         |                             |                                         |
| 90104       | STUDSEM  | Staatliches Studienseminar für das Lehramt an Realschulen plus | Landkreis Mainz-Bingen        |                             | seminar-wh.de                           |
| 90105       | STUDSEM  | Staatliches Studienseminar für das Lehramt an Realschulen plus TD Landau-Land | Landkreis Südliche Weinstraße |                             | studienseminar.rlp.de                   |
| 90201       | STUDSEM  | Staatliches Studienseminar für das Lehramt an Gymnasien | Landkreis Bad Kreuznach       |                             | studienseminar.rlp.de                   |
| 90202       | STUDSEM  | Staatliches Studienseminar für das Lehramt an Gymnasien | Kaiserslautern                |                             |                                         |
| 90203       | STUDSEM  | Staatliches Studienseminar für das Lehramt an Gymnasien | Koblenz                       |                             |                                         |
| 90204       | STUDSEM  | Staatliches Studienseminar für das Lehramt an Gymnasien | Mainz                         |                             |                                         |
| 90205       | STUDSEM  | Staatliches Studienseminar für das Lehramt an Gymnasien | Speyer                        |                             |                                         |
| 90206       | STUDSEM  | Staatliches Studienseminar für das Lehramt an Gymnasien | Trier                         |                             | studienseminar.rlp.de                   |
| 90301       | STUDSEM  | Staatliches Studienseminar für das Lehramt an Förderschulen | Kaiserslautern                |                             | studienseminar.rlp.de                   |
| 90302       | STUDSEM  | Staatliches Studienseminar für das Lehramt an Förderschulen | Landkreis Neuwied             |                             | studienseminar.rlp.de                   |
| 90501       | STUDSEM  | Staatliches Studienseminar für das Lehramt an berufsbildenden Schulen | Mainz                         |                             | studienseminar.rlp.de                   |
| 90502       | STUDSEM  | Staatliches Studienseminar für das Lehramt an berufsbildenden Schulen Neuwied | Landkreis Neuwied             |                             |                                         |
| 90503       | STUDSEM  | Staatliches Studienseminar für das Lehramt an berufsbildenden Schulen | Speyer                        |                             | studienseminar.rlp.de                   |
| 90504       | STUDSEM  | Staatliches Studienseminar für das Lehramt an berufsbildenden Schulen | Trier                         |                             |                                         |
| 90505       | STUDSEM  | Teildienststelle des Staatlichen Studienseminars für das Lehramt an berufsbildenden Schulen Speyer | Kaiserslautern                |                             |                                         |
| 90600       | STUDSEM  | Staatliches Studienseminar für das Lehramt an Gymnasien | Landkreis Südliche Weinstraße |                             | landauseminar.de                        |
| 90612       | STUDSEM  | Teildienststelle des Staatlichen Studienseminars für das Lehramt an Gymnasien | Landkreis Vulkaneifel         |                             | studienseminar.rlp.de                   |
| 90626       | STUDSEM  | Teildienststelle des Staatlichen Studienseminars für das Lehramt an Gymnasien | Landkreis Altenkirchen        |                             |                                         |
| 90639       | STUDSEM  | Teildienststelle des Staatlichen Studienseminars für das Lehramt an Förderschulen | Trier                         |                             | studienseminar.rlp.de                   |
| 90642       | STUDSEM  | Teildienststelle des Staatlichen Studienseminars für das Lehramt an Förderschulen | Landkreis Mainz-Bingen        |                             | studienseminar.rlp.de                   |